# Підгорецький замок
Підгоре́цький за́мок (або Палац у Підгірцях) — пам'ятка архітектури епохи пізнього ренесансу і бароко. Розташований у селі Підгірці Золочівського району Львівської області.
Замок було збудовано на місці попередньої садиби Підгорецьких упродовж 1635–1640 років за вказівкою коронного гетьмана Станіслава Конєцпольського. Сучасного вигляду замок набув після реконструкції 1720-х років за Жевуських, коли було добудовано третій поверх, демонтовано надбрамну вежу тощо. 

## Розташування та план замку

Вигляд замку та парку у XVII ст.

Підгорецький замок розташований на краю рівнинного плато, що на одному з відрогів Вороняків (частина Подільської височини), на висоті 399 м над рівнем моря, неподалік від долини верхів'їв річки Стир. Південна частина плато у цьому місці рівнинна, саме в її бік спрямовані укріплення замку і в'їзна брама, а в бік Бродівської рівнини — палац, з вікон якого відкривається чудовий краєвид. В хорошу погоду місцевість на північ проглядається на десятки кілометрів.
Замок має форму квадрата, сторона якого дорівнює приблизно 100 метрів. На його рогах розташовані п'ятикутні бастіони.
Замок збудований з цегли й каменю. Між внутрішньою і зовнішньою стінами замку влаштовано каземати. Вимощена гладкими кам'яними плитами покрівля казематів утворює тераси, огороджені балюстрадами. Ці тераси, очевидно, використовувались для прогулянок, а в разі військової потреби — для розміщення гармат. Вістря бастіонів увінчують витесані з каменя-пісковику витончені сторожові вежі-кавальєри. Зі сходу, півдня і заходу замок оперізує смуга оборонних укріплень, важливими елементами якої є глибокий, облицьований каменем рів і земляні вали.
У XVII-XIX століттях відвідувачі замку порівнювали його з італійськими палацами, логіка організації внутрішнього простору замку також є італійською. Однак у XX столітті у публіцистиці про замок почали підкреслювати ознаки «французького стилю», зокрема тричастинну композицію ризалітів трактувати як наслідування замків Франції та палаців, побудованих за їхніми взірцями (наприклад, львівський палац «Під Лебедем»). Інтер'єри Підгорецького замку вражали сучасників своєю красою і пишнотою. Тематичні зали мали назви Китайська, Золота, Столова (з середини XIX століття Лицарська), Зелена, Дзеркальна та Мозаїчна. Інтер'єр Китайської зали Підгорецького замку, ймовірно, слід визнати найкращим інтер'єром у стилі шинуазрі на теренах тодішньої України [джерело?]. Картинна галерея замку нараховувала (станом на 1768 рік) до 900 полотен і включала велику колекцію портретів, оригінали та копії фламандських та італійських майстрів, картини придворного художника Чеховича, полотна Якоба де Баана на історичні теми — «Облога Смоленська» і «Прийом шведських і бранденбурзьких послів Володиславом IV». Їдальню прикрашав портрет гетьмана Конецпольського на стелі та 72 портрети видатних політичних та духовних діячів, а в каплиці замку знаходився чорний мармуровий стіл з Олеського замку, на якому, за легендою, хрестили короля Яна ІІІ.

## Історія замку

### XVII століття— будівництво та королівська власність

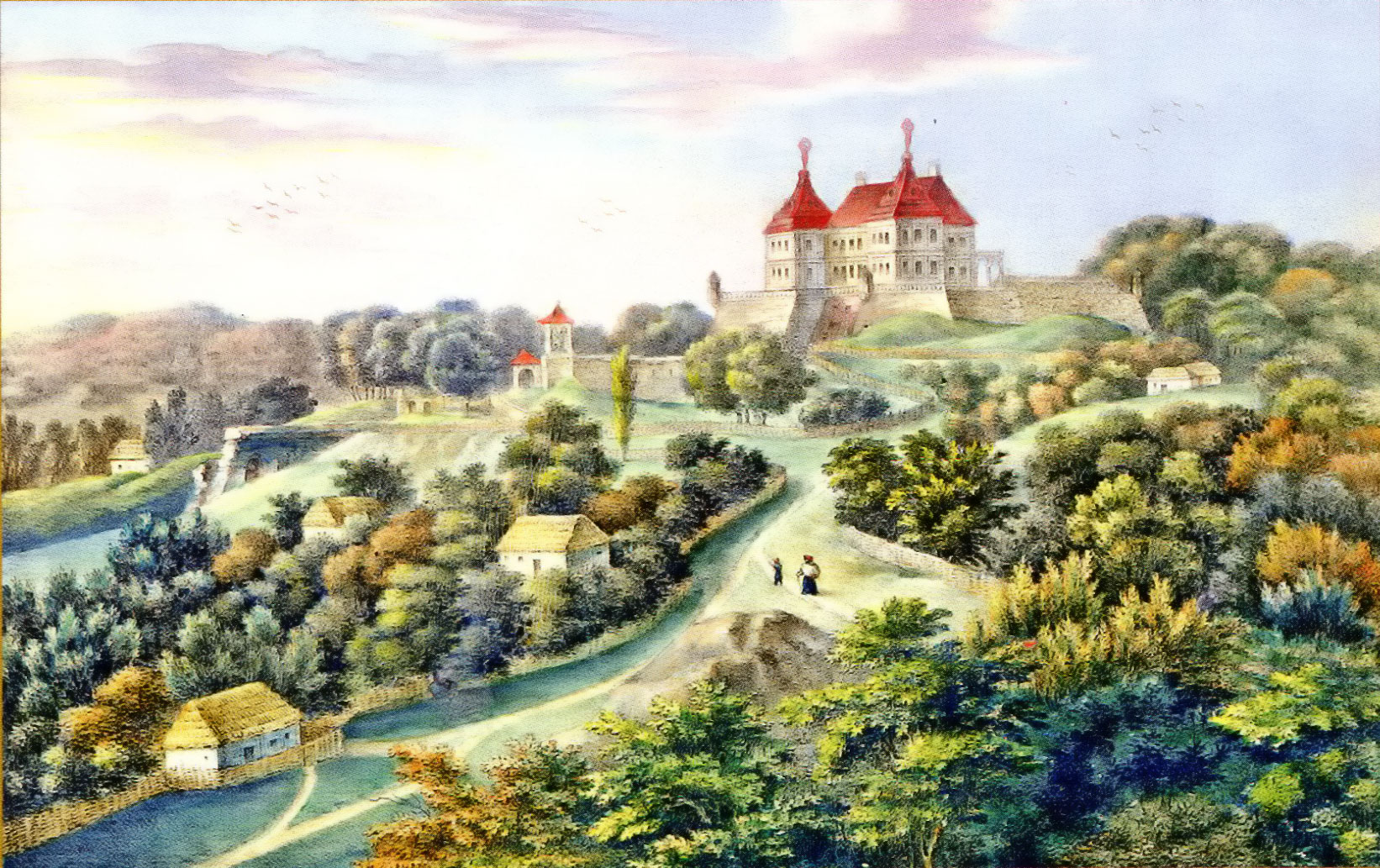
Кароль Ауер. Замок у Підгірцях. Перша половина XIX ст.

На місці теперішнього замку існували давніші укріплення, які згадуються під 1530 роком. Також у «Підгорецьких хроніках» зафіксовано, що під час ремонту 1896 року були замінені перекриття над Китайською залою, на яких була вирізьблена дата «1601», що підтверджує існування укріпленої споруди, яка, імовірно, стала основою для сучасної будівлі. 
На замовлення коронного гетьмана Станіслава Конєцпольського, який придбав його 1633 року в родини Підгорецьких, відомий архітектор фортифікацій Гійом Левассер де Боплан створив проєкт укріплень, а Андреа дель Аква — двоповерхового палацу з 3-поверховими павільйонами по боках і вежею, в стилі бароко та пізнього ренесансу. Документальних свідчень про причетність цих архітекторів до будівництва немає, інформація про їхнє авторство базується на припущеннях мистецтвознавців. З документів же відомо, що будівництвом у Підгірцях спочатку керував Миколай Сільвестрі, а після його смерті у 1638 році — Йоганн Людвіг фон Вольцоген. Джерелом натхнення слугував проєкт укріпленої резиденції "Т" з архітектурного тракту Жана-Жака Перре. А більш близькими зразками, — замки у Жовкві і Збаражі, що були першими виконані в концепції palazzo in fortezza: укріпленого палацу, де репрезентативна функція переважувала над фортифікаційною.  
Будівництво велося протягом 1635⁣ — ⁣1640 років. Службові приміщення утворювали квадратний двір з терасою, пристосованою до оборони. З трьох боків палац був оточений глибоким ровом, з північного боку, зверненого до долини, він мав гарну терасу з балюстрадою і скульптурами. До замку в'їжджали через велику браму — портал з двома колонами. Мармурова таблиця на брамі зустрічала гостей латиномовним написом: «Вінець ратних трудів — перемога, перемога — тріумф, тріумф — відпочинок».
Вже у 1646 році замок зустрічав феєрверком короля Владислава IV. Під час Хмельниччини замок зазнав серйозних ушкоджень. Станіслав Освенцім 1651 року писав: 
| «Я бачив Підгірці, гарний палац і фортеця... тепер місцями зруйновані і напсовані». |
1656 — почалася відбудова замку. Онук коронного гетьмана подарував його Яну ІІІ Собеському разом із селами Підгірці і Загірці за умови, що той буде наглядати за Бродівською фортецею до повноліття королевича Якуба Людвіка. Реставрація замку тривала до 1680 року, та вже у 1688 році він постраждав від нападу татар.

### XVIII—XIX століття—ЖевуськітаСангушки

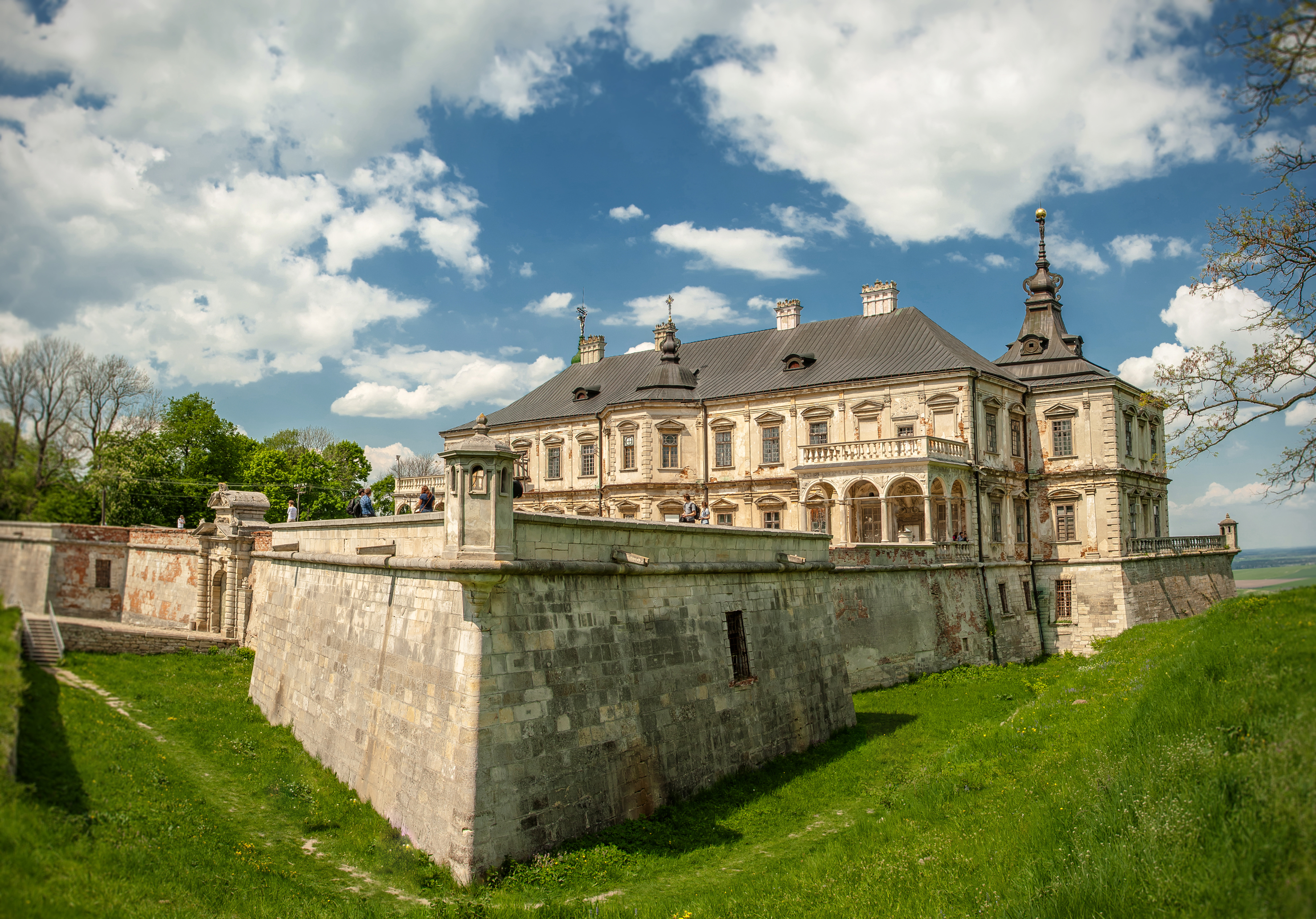
Підгорецький замок (2014 р.)

1720 — замок разом із численними селами у Константія, сина Яна ІІІ Собєського, купив Станіслав Жевуський. 1728 року його син Вацлав Жевуський почав масштабну реконструкцію Підгорецького замку. Найбільшого розвитку палац досяг саме за його роки правління. Між павільйонами і вежею збудували додаткові приміщення, і палац став 3-поверховим. Підйомний міст з іншим павільйоном розібрали. Також у замку працювали друкарня, театр, оркестр, тут проводили різноманітні гучні застави. Для численних гостей маєтку збудували так званий «Гетьманський заїзд» із сонячним годинником. Вацлав Жевуський зібрав велику колекцію цінних картин та старовинної зброї, перевіз до Підгірців найцінніші речі з Олеського замку. 
Детальніше: Гетьманський заїзд
1779 — Вацлав Жевуський помер, відбулися 3 аукціони для розпродажу майна і на останньому (1787 р.) Підгірці разом із селами Хватів, Гутище та Загірці викупив син Вацлава Северин Жевуський, відомий своїми алхімічними дослідами.
Найбільше бід довелося пережити Підгорецькому замку в першій половині XIX століття. Саме у цей час замок поступово занепадає. Фактичним власником став управитель Ремішевський, який поступово розпродав цінності. Так триває і за спадкоємця Северина Жевуського, Вацлава, який провів більшу частину життя в подорожах і загинув 1831 року.
1833 — до замку переїхав Леон Жевуський. Він відновив зірваний дах, двері, шибки й довів замок до ладу, підготувавши його до ролі музею. Бездітний Леон передав замок князю Євстахію Сангушку за умови, що той відреставрує його. Відтак у 1867–1903 роках тривали ґрунтовні реставраційні роботи.

### XX століття— музей— лікарня— музей
|                                                    |  |  |
| Пам'ятна монета НБУ присвячена Підгорецькому замку |  |  |

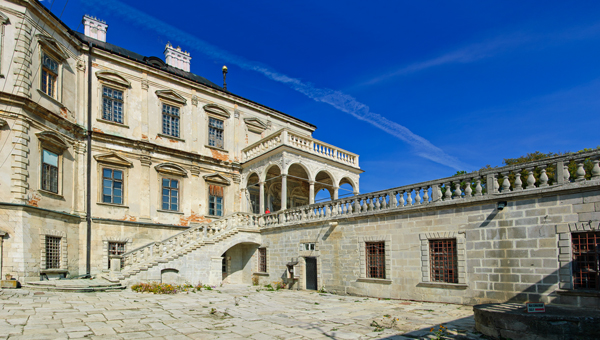
Подвір'я замку, фото 2010 р.

Під час Першої світової війни замком опікувався граф М. Грабіковський. Спочатку замок пограбувала російська армія. Влітку 1915 року в замку дислокувався штаб 5-го австро-угорського корпусу. У той час Підгорецький замок був на лінії фронту і йому загрожувало знищення від російської артилерії. Проте за наказом генерала Брусилова замок збережено, хоч і ще раз пограбовано (понищене внутрішнє оздоблення).
До 1939 року тут діяв приватний музей князів Сангушків, наповнення якого складали витвори мистцетва, речі та архіви попередніх власників Конецпольських, Собеських і переважно Жевуських. Самі господарі Сангушки у замку не жили, але іноді зупинялися у кімнатах, розташованих у цокольному поверсі споруди. З початком Другої світової війни князь Роман Сангушко евакуював більшу частину колекції. Частина з неї опинилася у Сан-Пауло (Бразилія) і склала основу тамтешньої мистецької фундації.
1940 року, після приходу радянської влади, замок-палац передали Львівському історичному музею. В радянські часи замок активно використовували як декорація, коли потрібно було показати Європу. Під час радянсько-німецької війни палац сильно постраждав. 1945 року замок розграбували військові Золочівського гарнізону. 1947 року музей закрили, а 1949-го в ньому влаштували санаторій для хворих на туберкульоз.
1956 року в замку сталася велика пожежа, яка знищила більшу частину внутрішнього оздоблення. Були проведені відновлювальні роботи, але туберкульозний санаторій для хворих залишався в замку до часів незалежності України.
1979 року на екрани вийшов білоруський фільм «Дике полювання короля Стаха», значна частина зйомок якого проходила в Підгорецькому замку.
1997 року стався переломний момент у історії замку: завдяки клопотанням громадськості та праці Бориса Возницького Підгорецький замок передали Львівській галереї мистецтв. Того ж року створено благодійний фонд відродження замку на чолі з Б. Возницьким. У фондах галереї збереглися 85 % речей із замку, які планують туди повернути, а відновлений палац перетворити на музей інтер'єрів.

### Новітні часи
У грудні 2017 р. волонтери з благодійного фонду «Софос» зібрали шляхом краудфандингу кошти на відновлення балконної групи північно-східної сторони замку й запустили роботи. Зібрані кошти (220 тис. грн.) будуть витрачені на закупівлю матеріалу, оплату робот з виготовлення необхідних балясин і парапетів та їх установки. 28 липня—4 серпня 2018 року тут тривав табір «Підгірці. Реновація», в рамках якого понад 30 волонтерів із Києва, Дніпра, Харкова, Львова та Одеси працювали у Підгорецькому замку.
У червні 2018 року в Підгорецькому замку вперше з 1939 року відкрили мистецьку виставку. У залах палацу у рамках експозиції «Історія забуття» розмістили копії картин XVII–XVIII ст. та архівні фотографії замку.
Кілька зал Підгорецького замку відкрили попри те, що реконструкція палацу ще триває. Відвідувачі замку можуть потрапити в Китайський кабінет, Золоту, Кармазинову та Лицарську зали і побачити картини, які прикрашали раніше стіни палацу. Ця експозиція буде постійною і буде доповнюватися новими експонатами.
В експозиції представлені копії полотен роботи Шимона Чеховича, Гіацинта Олесінського, Якоба Йорданса, Шарля Ле Бруна, Яна Де Баана, Пьєтро Бьянчі, Олександра Григлевського, Джованні Баттісто Клементі, Йозефа Грассі та інших італійських, австрійських, українських, французьких, нідерландських художників, якими славилася колекція.
Відкриттю замку посприяв благодійний фонд «Підгорецький замок», який з 2008 року займається міжнародною промоцією замку, залучення коштів на реставрацією картин та мистецьких об'єктів замку.

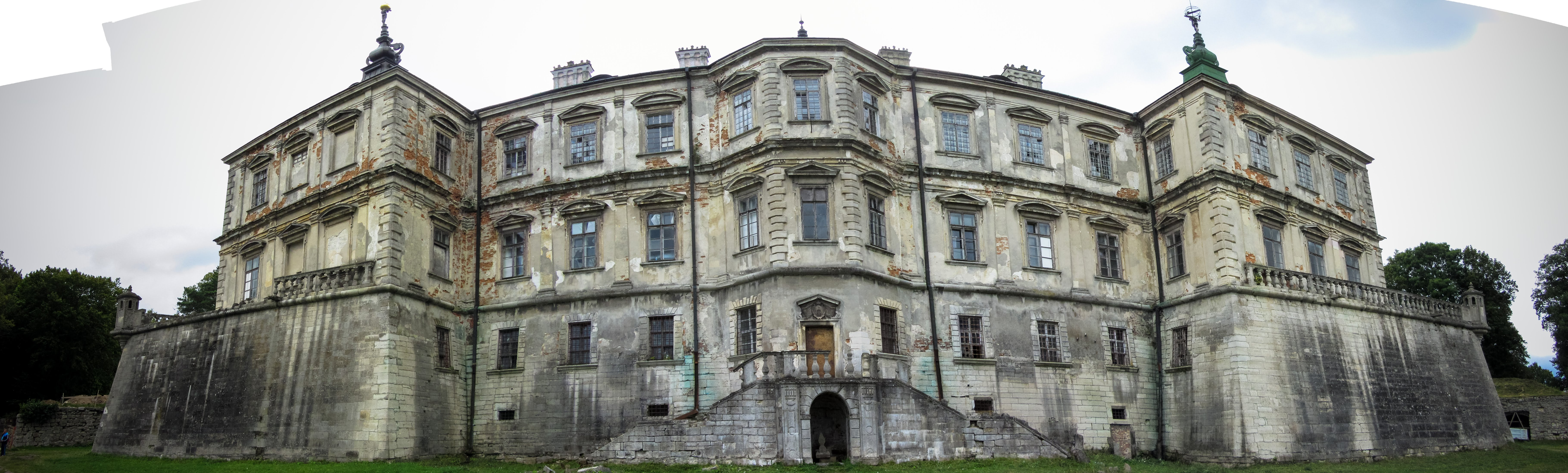
Панорама Підгорецького замку

## Італійський парк

Підгорецький палац і парк з повітря, фото між 1918—1939 рр.

Підгорецький парк належить до пам'яток садово-паркового мистецтва державного значення. Побудований на рівні найкращих зразків так званих «італійських парків», він є найгарнішим і чи не єдиним в Україні парком такого типу. Розкішний колись парк оточує замок з усіх боків, його план вирізняється цілісністю художнього задуму і глибоко продуманим взаємозв'язком рельєфу, архітектури, скульптури й рослинності.
Так званий італійський парк міститься з північного боку ансамблю. Його розташували на терасах. Зберігся старий дереворит із зображенням того парку. На першій терасі був невеликий партер з рослинним візерунком. До другої тераси вели барокові сходи, що спиралися на аркаду. Нині аркаду з міркувань безпеки закладено цеглою, бо вона загрожує обвалом.
Найбагатшою за оздобленням була друга тераса з фонтаном, партерами та мармуровими скульптурами з Італії. Нині скульптур нема — за переказами, в радянський час їх вивезли до Санкт-Петербурга (зокрема бюсти Яна Собеського і його дружини Марії Казиміри, що зараз встановлені в парку Петергофа).
Третю терасу прикрашав зелений масив з просіками, що їх використовували для прогулянок. На пагорбах за останньою терасою був виноградник. Парк на терасах не зберігся, його ще належить реставрувати.
З багатьох причин замковий парк давно втратив свій первісний вигляд. Руйнації замку та італійського парку почалися ще в XVII столітті. Тільки за 40 років (1650–1690) парк руйнували тричі: у 1650, 1672 та 1688 роках. Остаточно бароковий парк зник у XX ст.

## Сад Барокко в Підгорецькому замку
Відомо, що дивний сад Підгорецького замку створив майстер-садівник з Риму. Сад було розплановано з північного боку на трьох терасах. Найменша з них біля замку мала тричастинний партер (сад) і рослинний візерунок. Сходинки на другу терасу підтримувала аркада, яка створювала галерею і слугувала гротом. Здається, всі можливі засоби прикрасити сад, були використані тут. В центрі стояв фонтан. Декілька партерів прикрашала мармурова скульптура майстрів Італії.
Третю терасу прикрашав зелений масив з просіками, що використовувались для прогулянок. Сад понівечили через війни і недбалість, скульптури були вивезені радянською владою в Літній сад до Петербургу. На 2009 рік сад потребує реставрації.

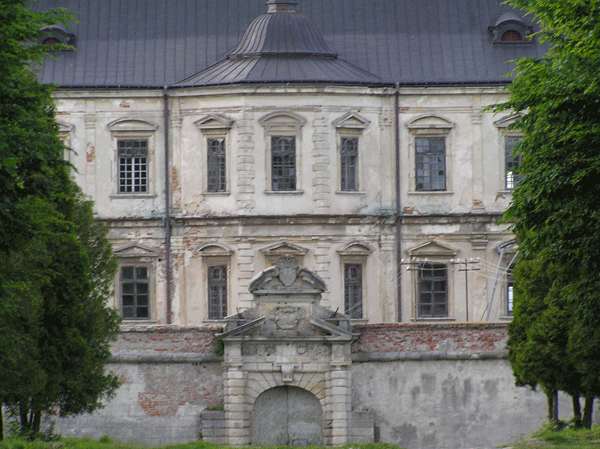
Південний фасад замку.
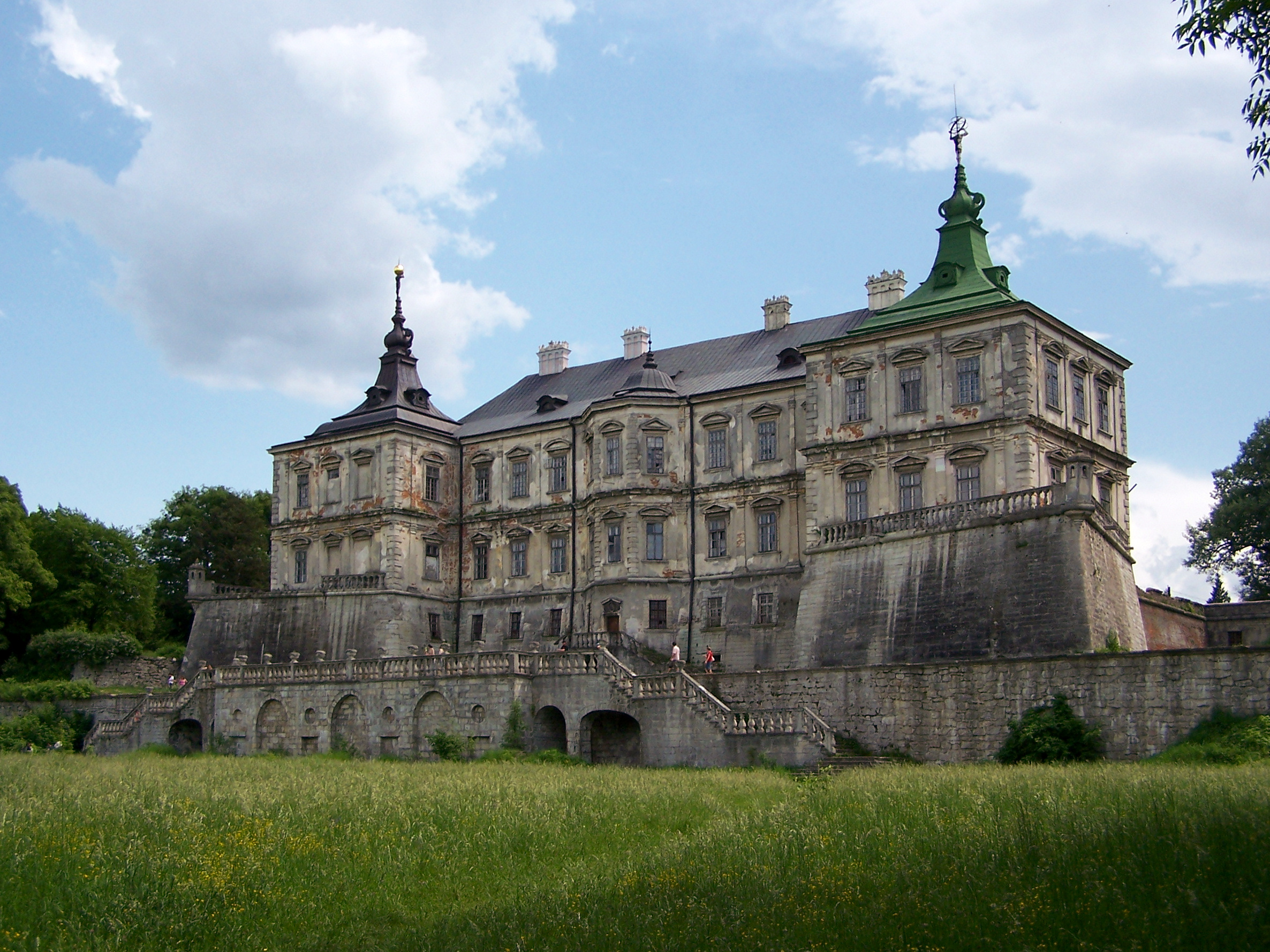
Друга тераса колишнього саду, Підгорецький замок

## Костел Воздвиження та св. Йосипа
Косте́л Воздви́ження та свято́го Йо́сипа[джерело?] побудували на замовлення Вацлава Пйотра Жевуського (за деякими даними він був також і автором проекту) у 1752–1766 роках як родова усипальниця. Архітектором був Кароль Романус. Костел має форму барокової ротонди діаметром 12 метрів.

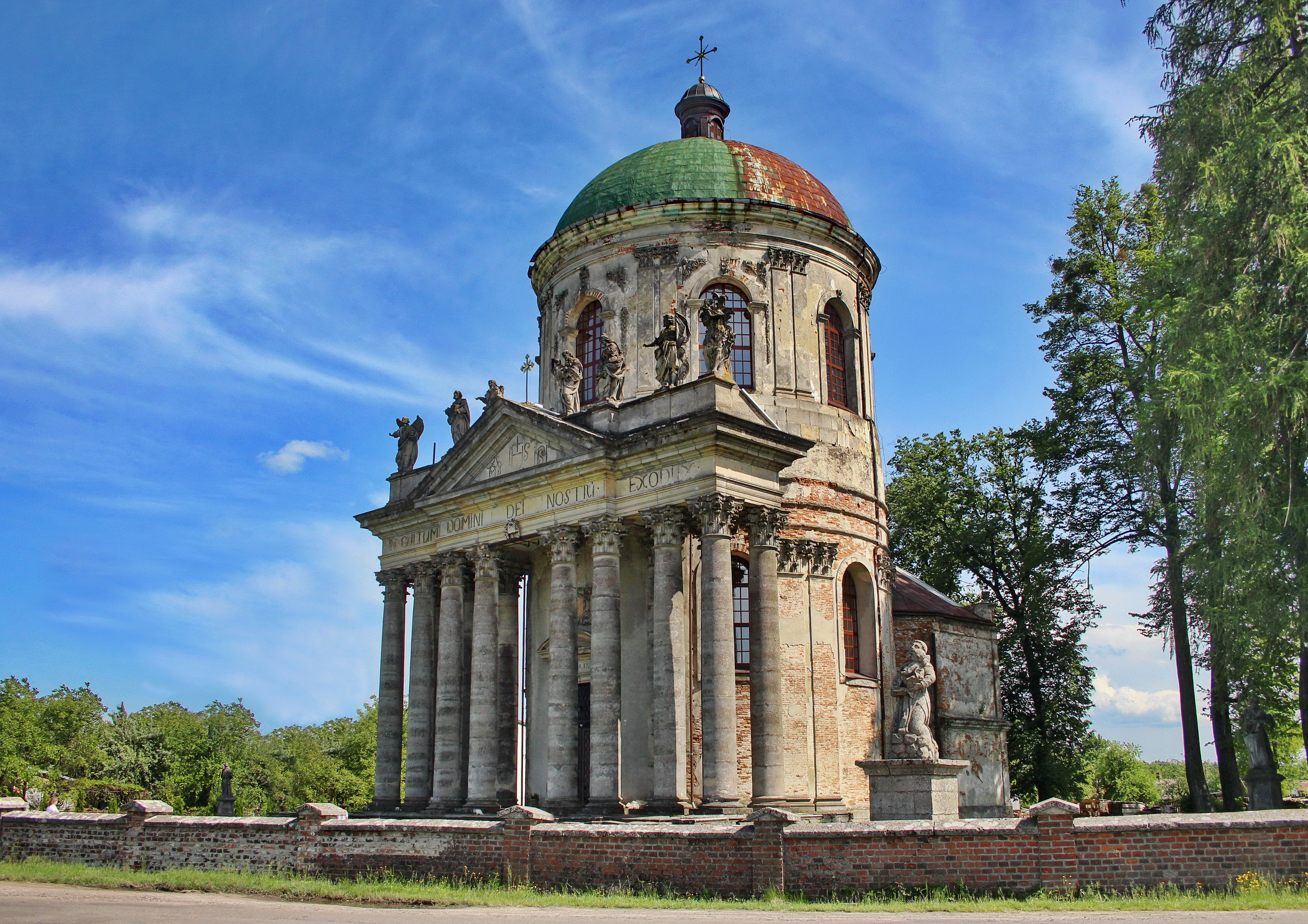
Костел Воздвиження та св. Йосипа

Костел св. Йосипа замикає давню перспективу-дорогу, прокладену вздовж південної осі барокового ансамблю ще за часів Жевуських. З боків 300-метрової алеї стоять скульптури з XVIII століття святого Йосипа і Богоматері з маленьким Ісусом на руках. Колись обабіч дороги рясно росли дерева, вистрижені стіною, що видно на архівних фото.

## Замок на початку XXI століття
У 2008 році замок в Підгірцях був внесений до списку World Monuments Watch як одна із сотень пам'яток світу, що має виняткову цінність і знаходиться під загрозою руйнування. Міжнародну рятувальну операцію замку в Підгірцях веде Благодійний фонд «Підгорецький замок» у Львові.
У вересні 2016 народний депутат Ірина Подоляк на своїй сторінці у Фейсбук виклала документи, які свідчать, що Підгорецький замок на Львівщині таємно готують до передачі в концесію, яку підтримує голова ОДА О. Синютка, незважаючи на провал концесії в Старому Селі й у Свіржі.
У жовтні 2016 року для виконання завдання щодо оцифровування Підгорецького замку, Благодійний фонд «Підгорецький замок» www.pidhirtci.org Львівська національна галерея мистецтв ім. Б. Г. Возницького і Польське Братство Кавалерів Гутенберга уклали угоду. Згідно з угодою, завданням Братства було здійснення процесу подання заявки на дофінансування в рамах програми Міністерства культури та національної спадщини. Заявка була схвалена комісією МКНС — наступними кроками було створення виконавчої команди, а потім оцифровування, розробка та надання доступу до бази даних оцифровування об'єкту.
В результаті роботи, виконаної в рамках завдання, є документація, цифрові інвентаризації, наукові дослідження та вказівки по відновленню палацового комплексу в Підгірцях. Результати роботи включені в комплект документації, яка буде вихідним матеріалом для подальших фахових досліджень. Важливим значенням в документації буде запис поточного стану об'єкта. Пошкоджені штукатурки, які відкрили конструкцію стін та їх деталей, дозволять розробити методи реконструкції та відновити зруйновані елементи. Документація, виконана в результаті завдання, стане основою для розробки програми по відновленню та реконструкції палацу.

## Фотографії

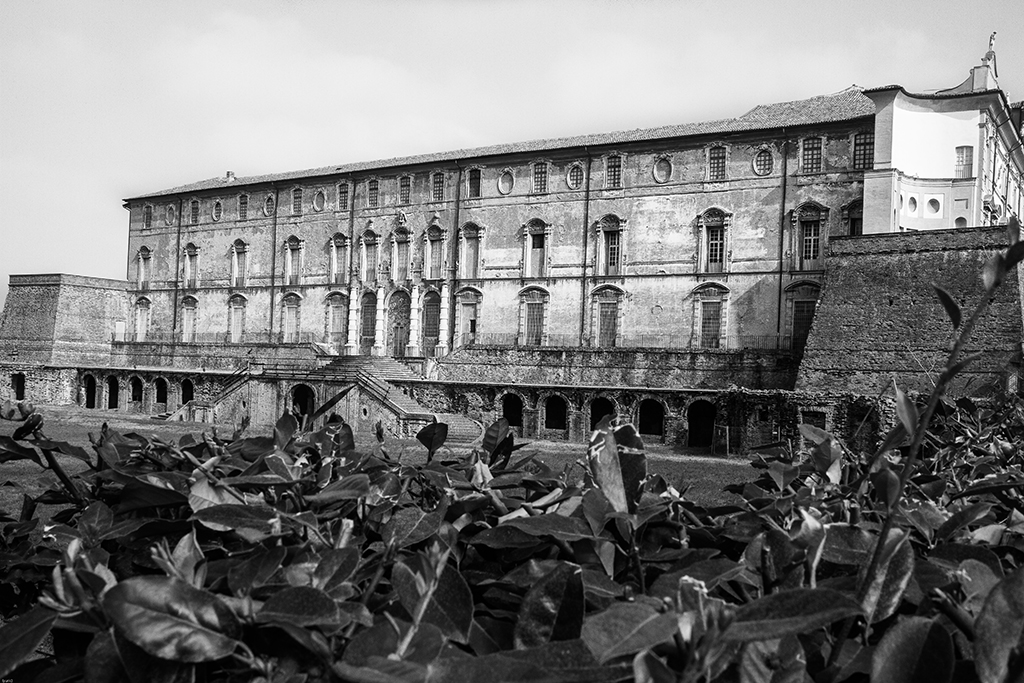
Князівський палац Сассуоло на бастіонах (біля Модени для родини д'Есте), Італія
Замок Маркьоне, перебудований в палац на бастіонах, як і Підгорецький. Провінція Барі, Італія.
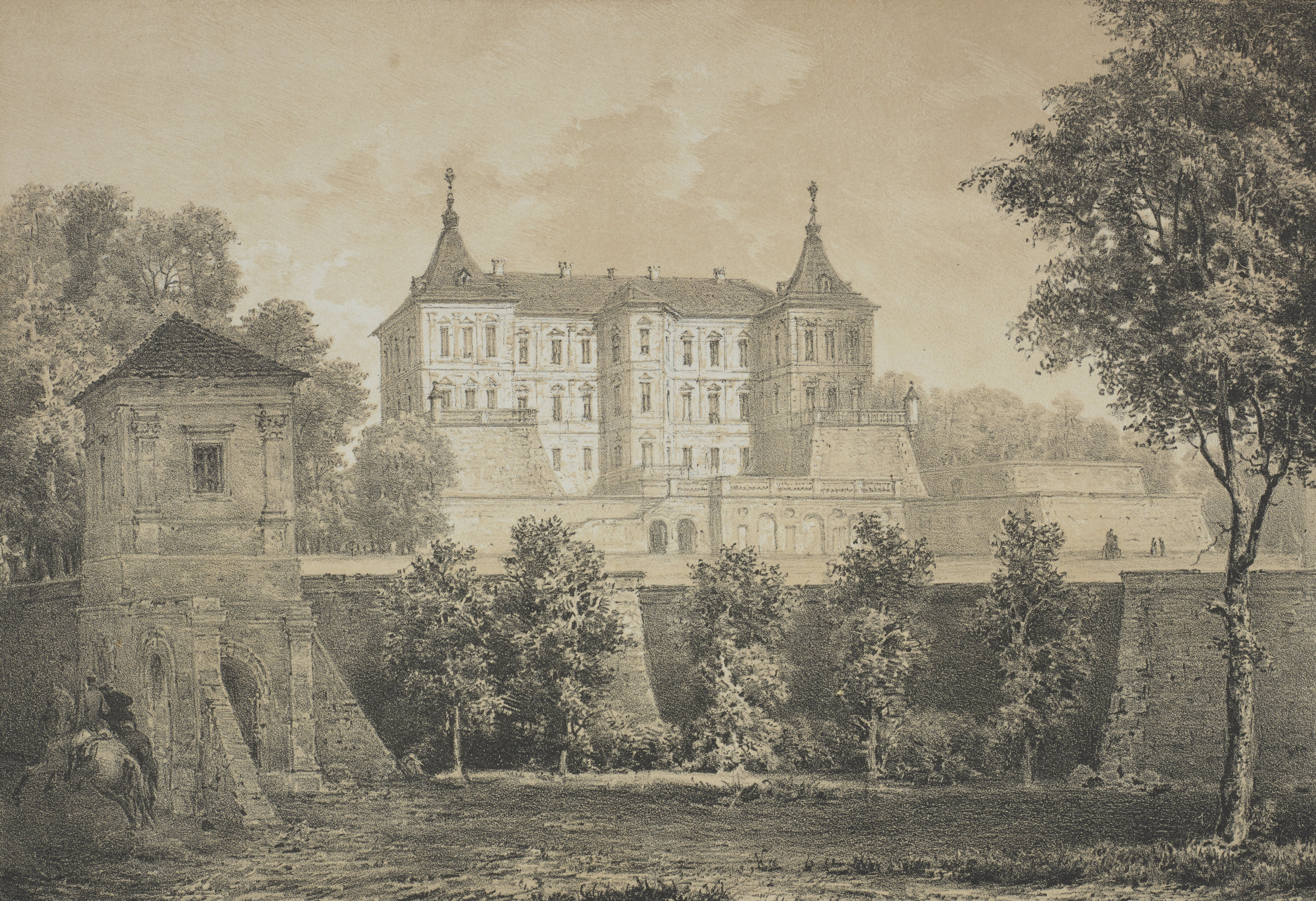
Худ. Наполеон Орда. Королівський замок в Підгірцях. XIX ст.
Золота зала Підгорецького замку, архівне фото.
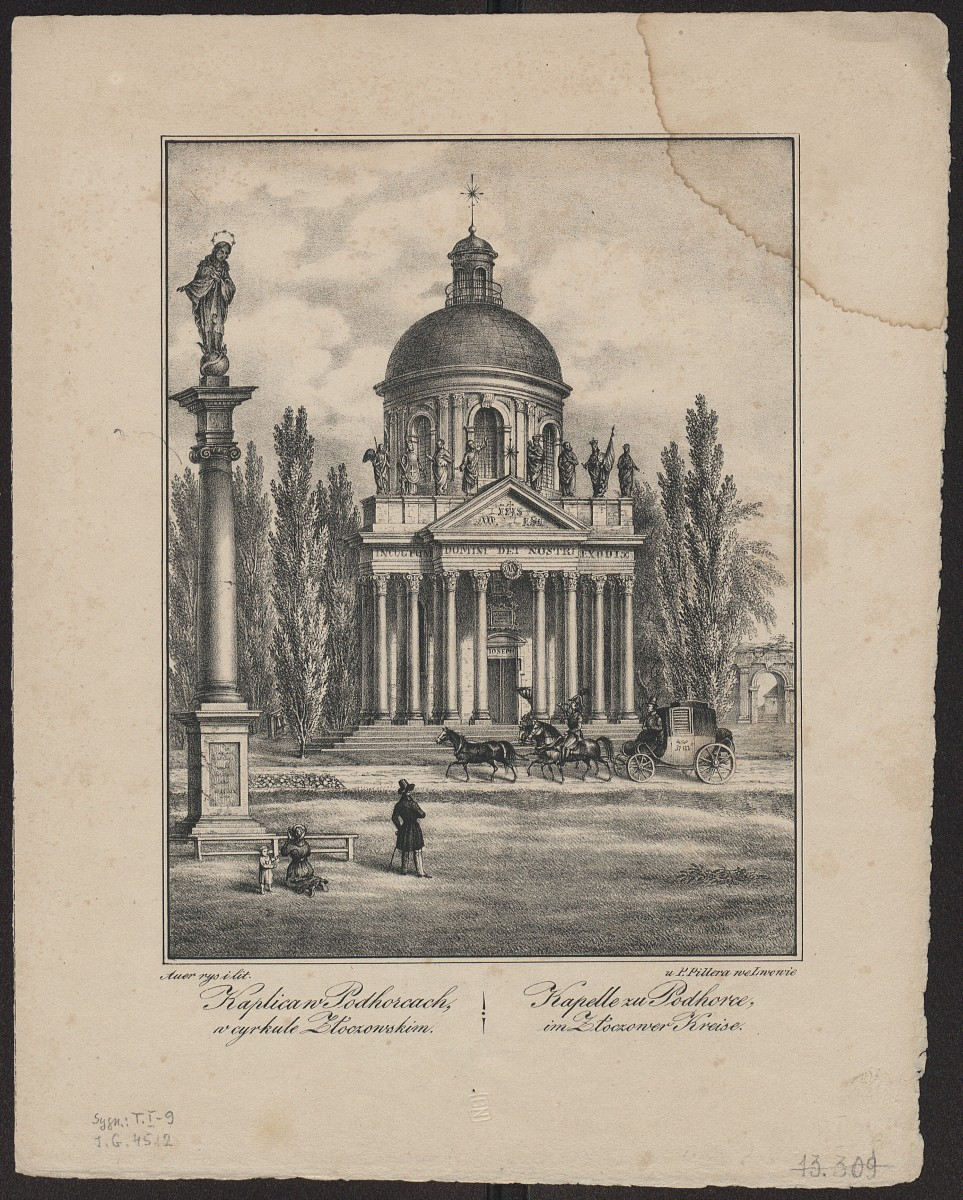
Костел
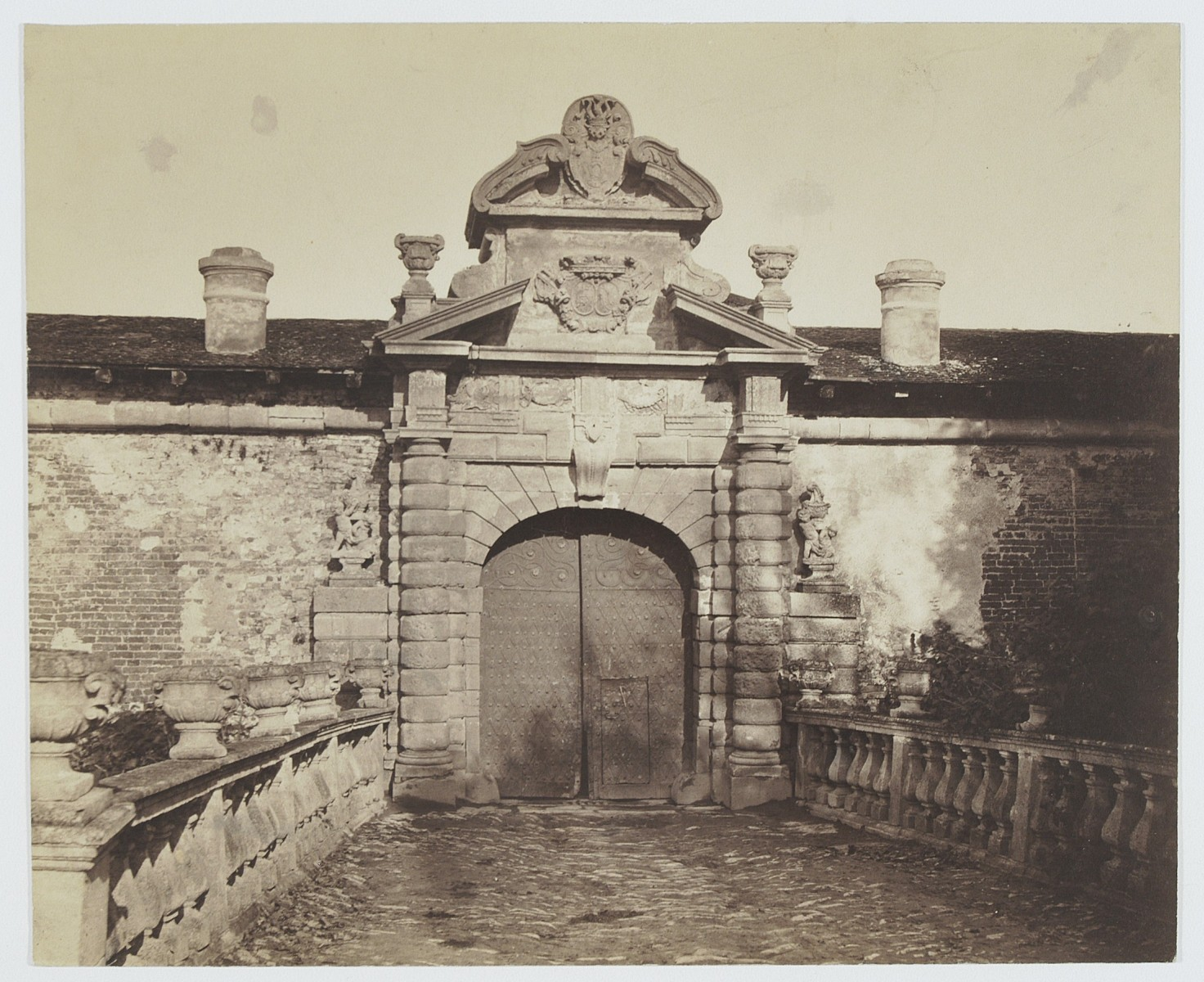
Замкова брама
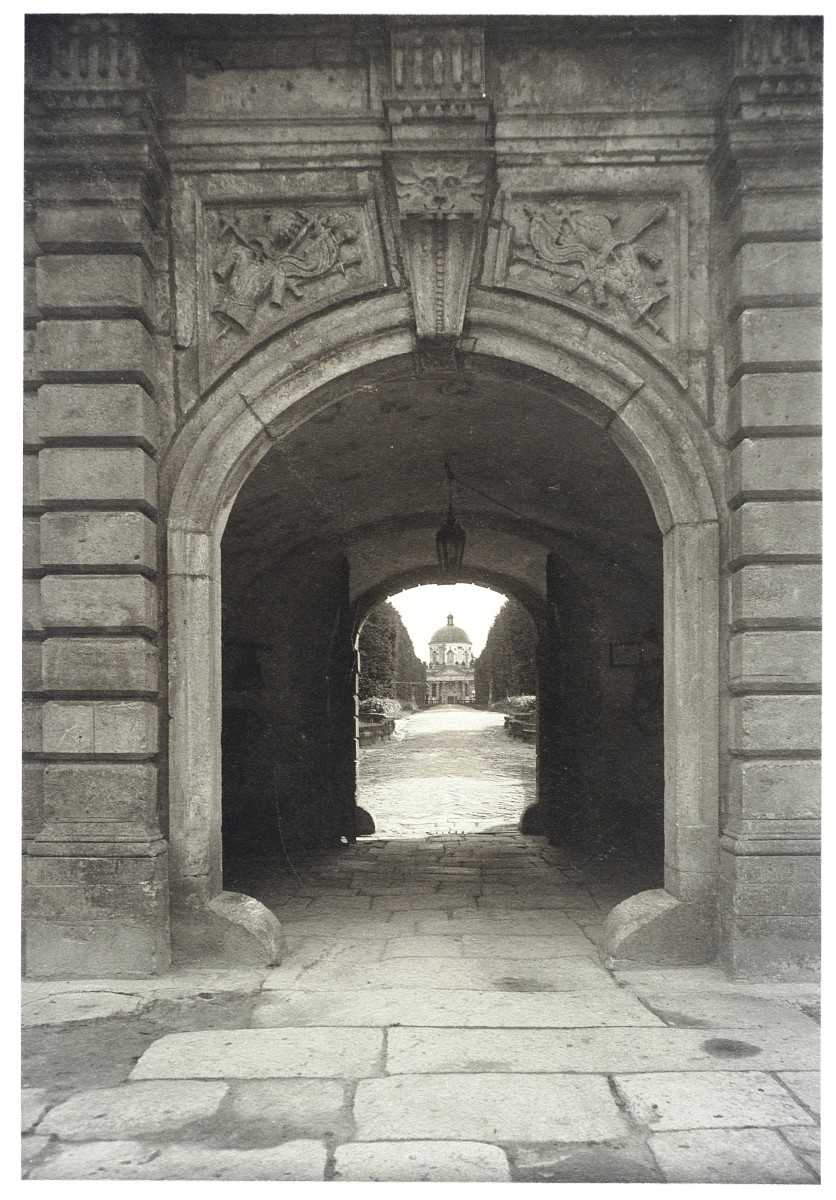
Замкова брама
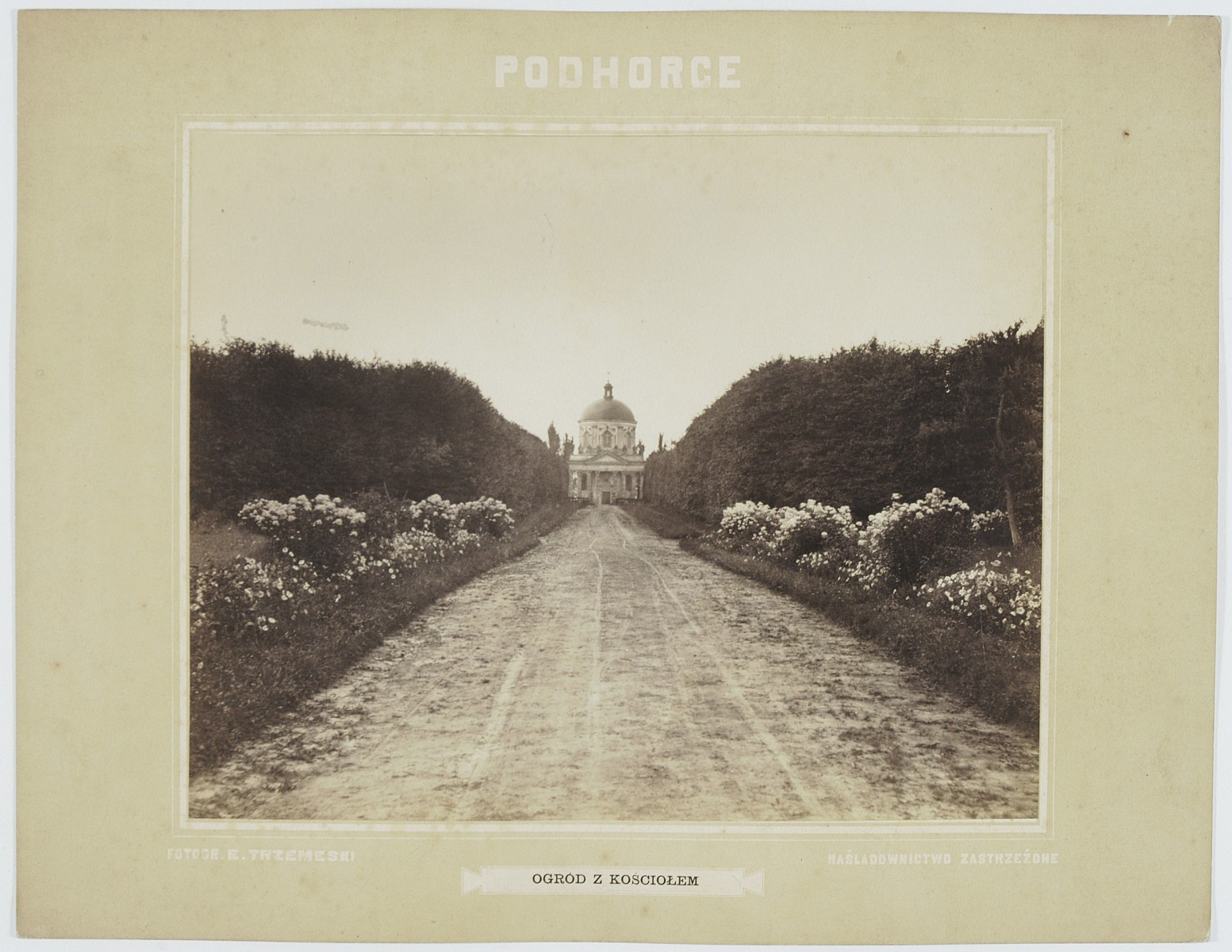
Парк з костелом
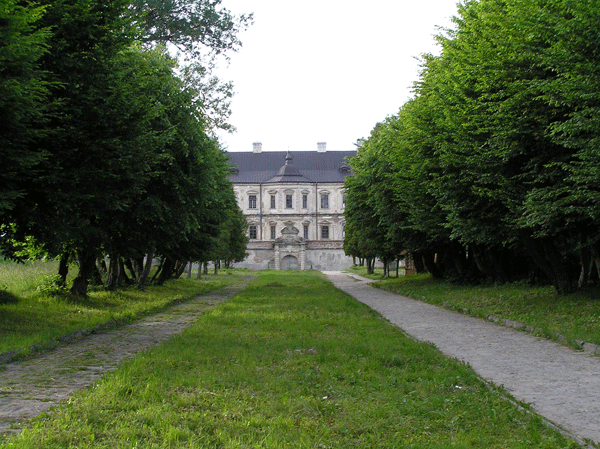
Фасад замку та залишки парку
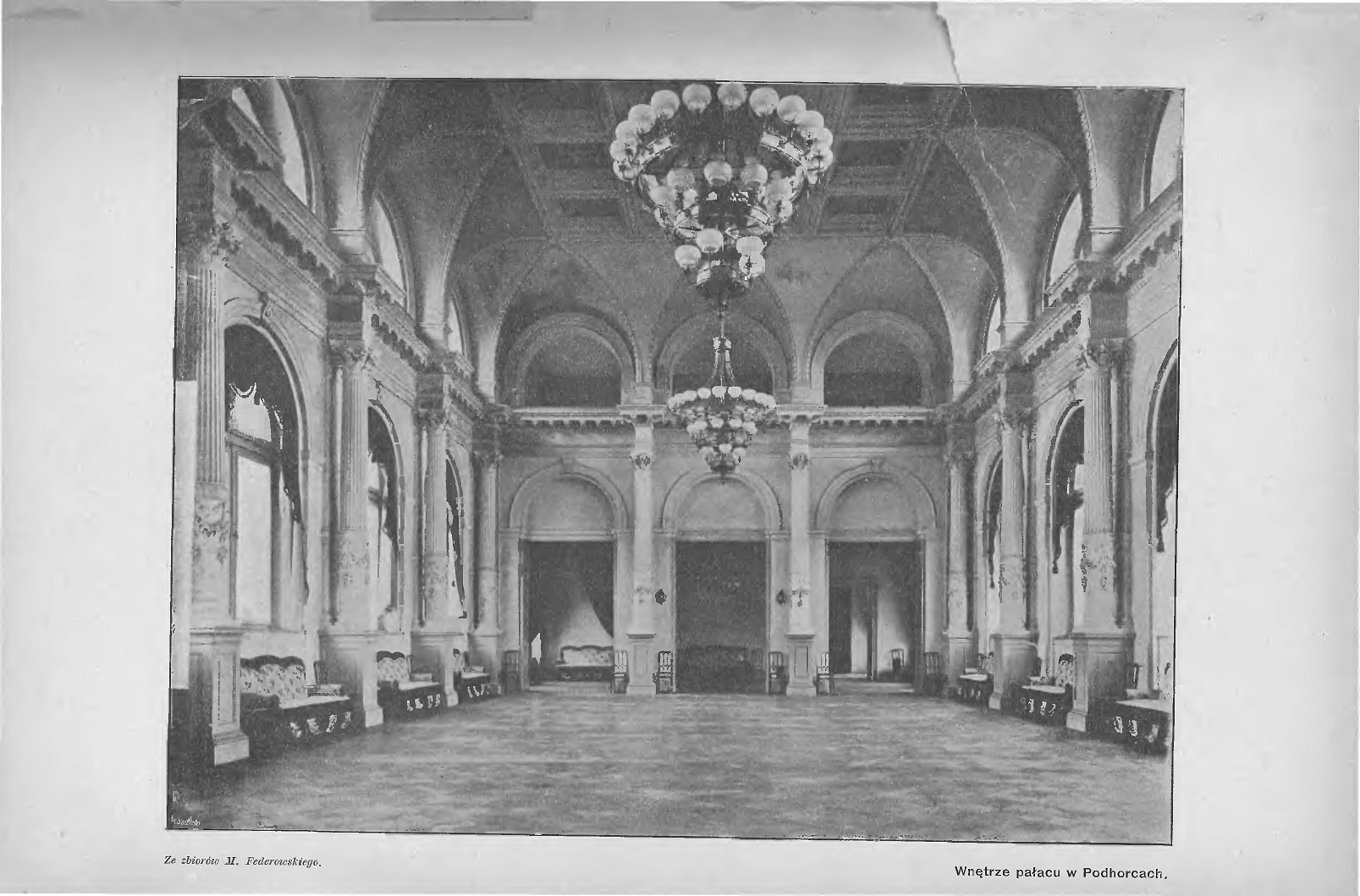
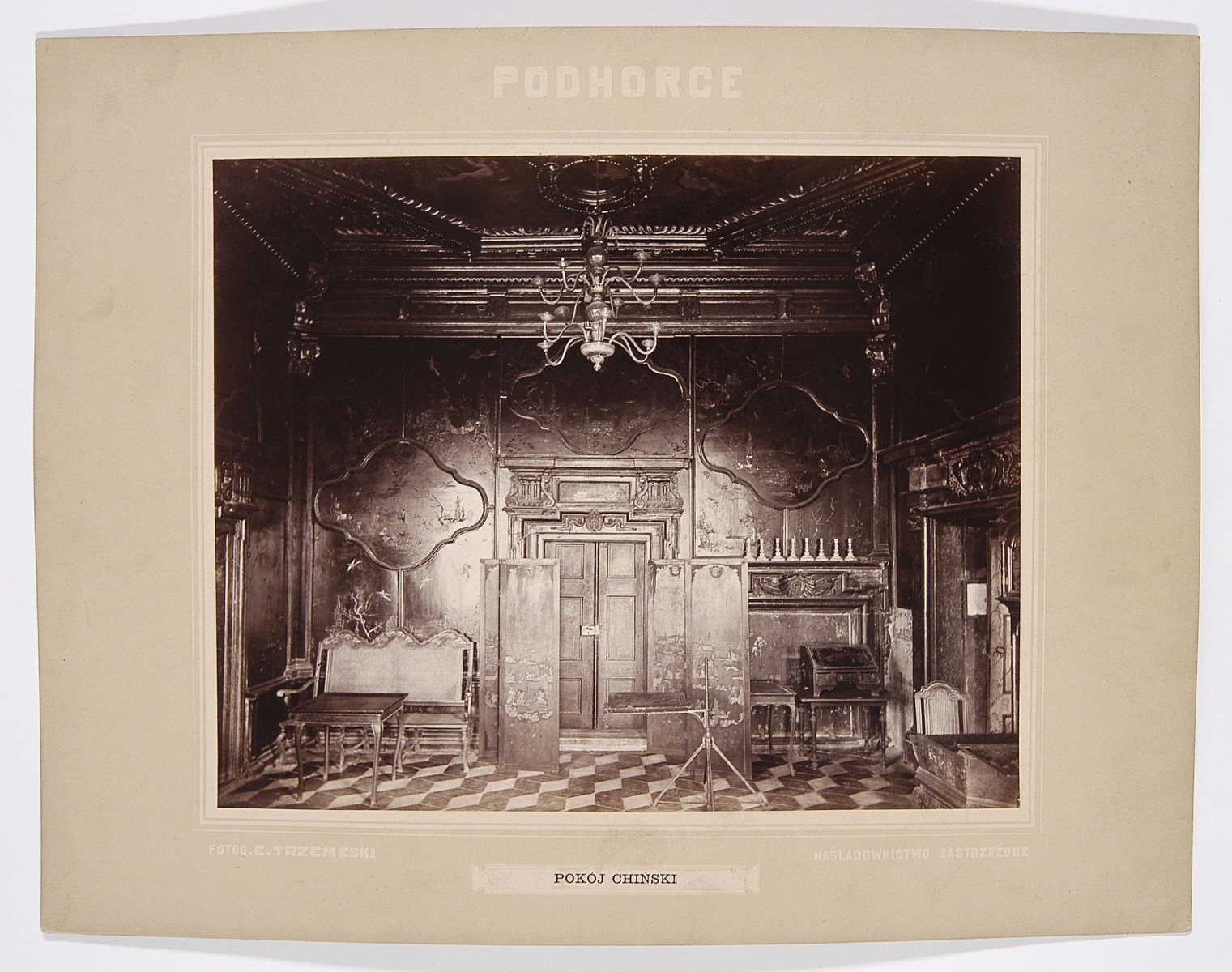
Китайська зала
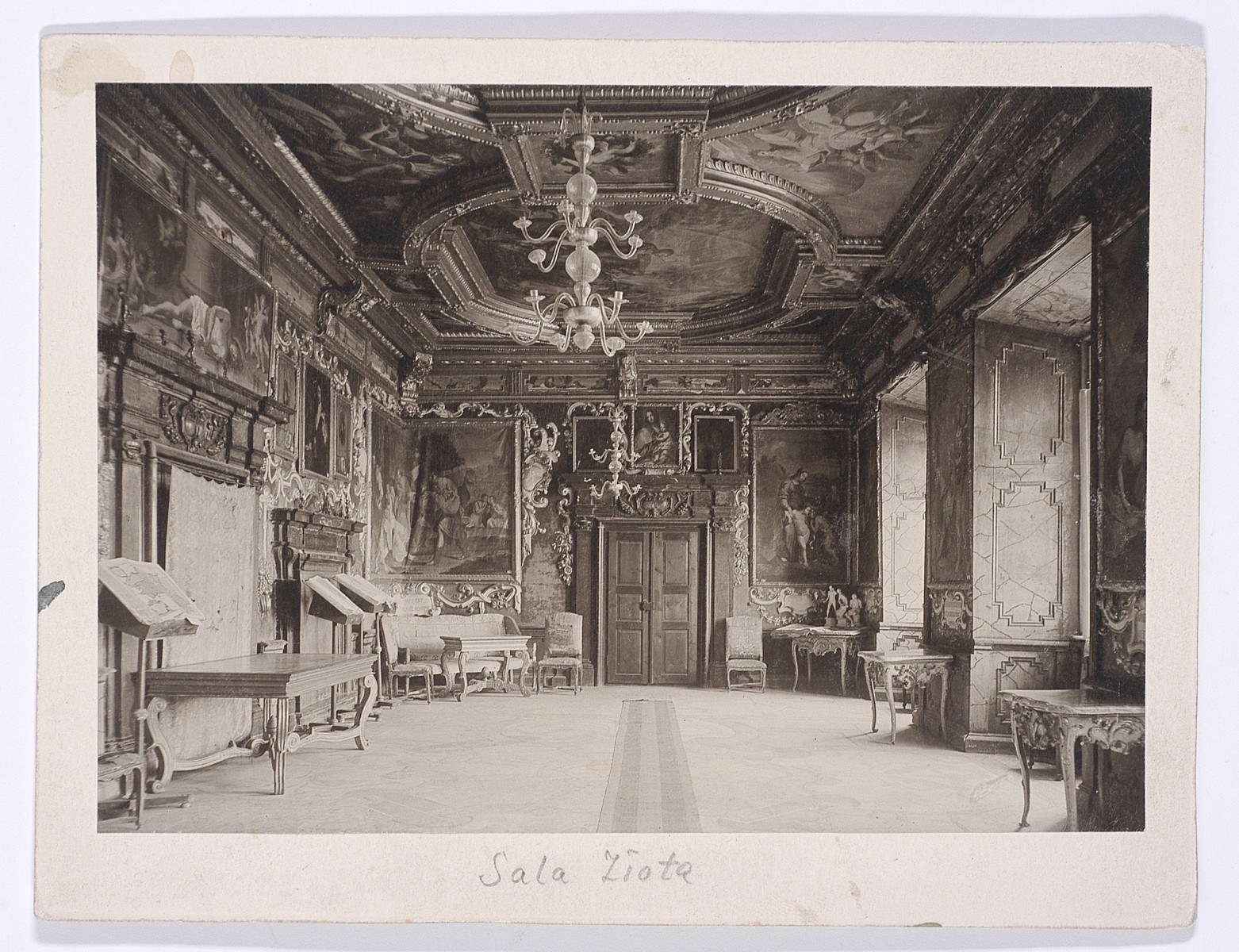
Золота зала
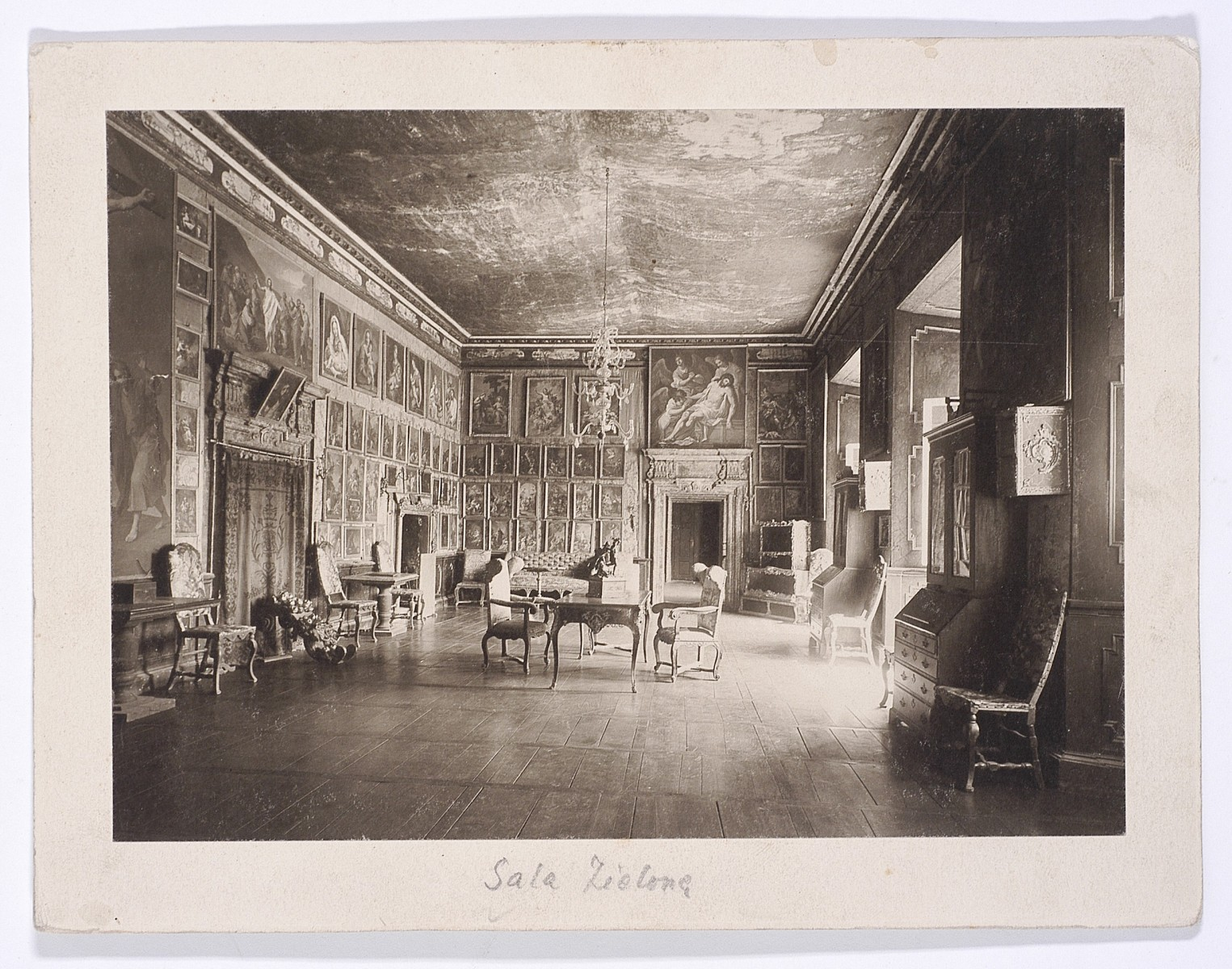
Зелена зала
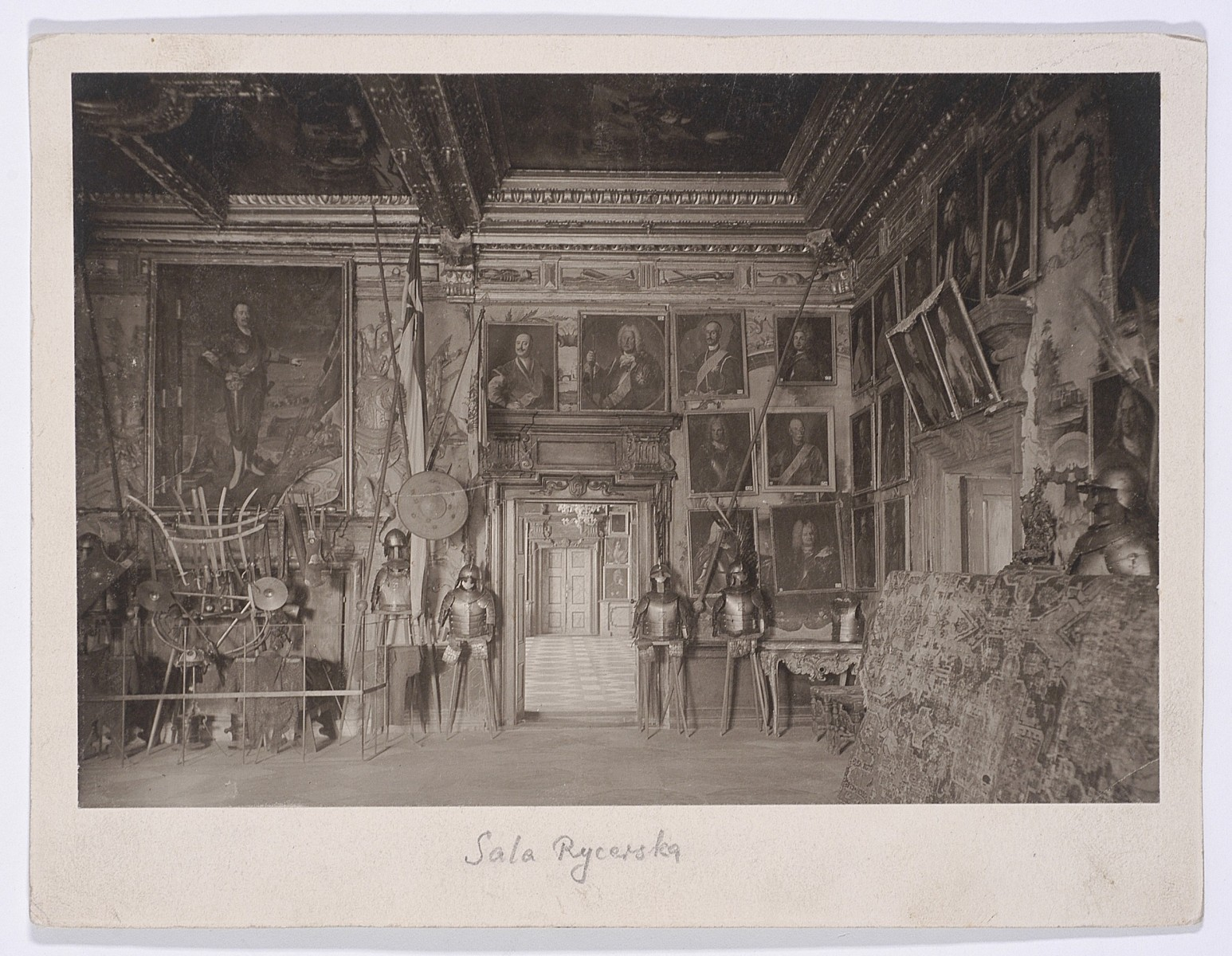
Лицарська зала
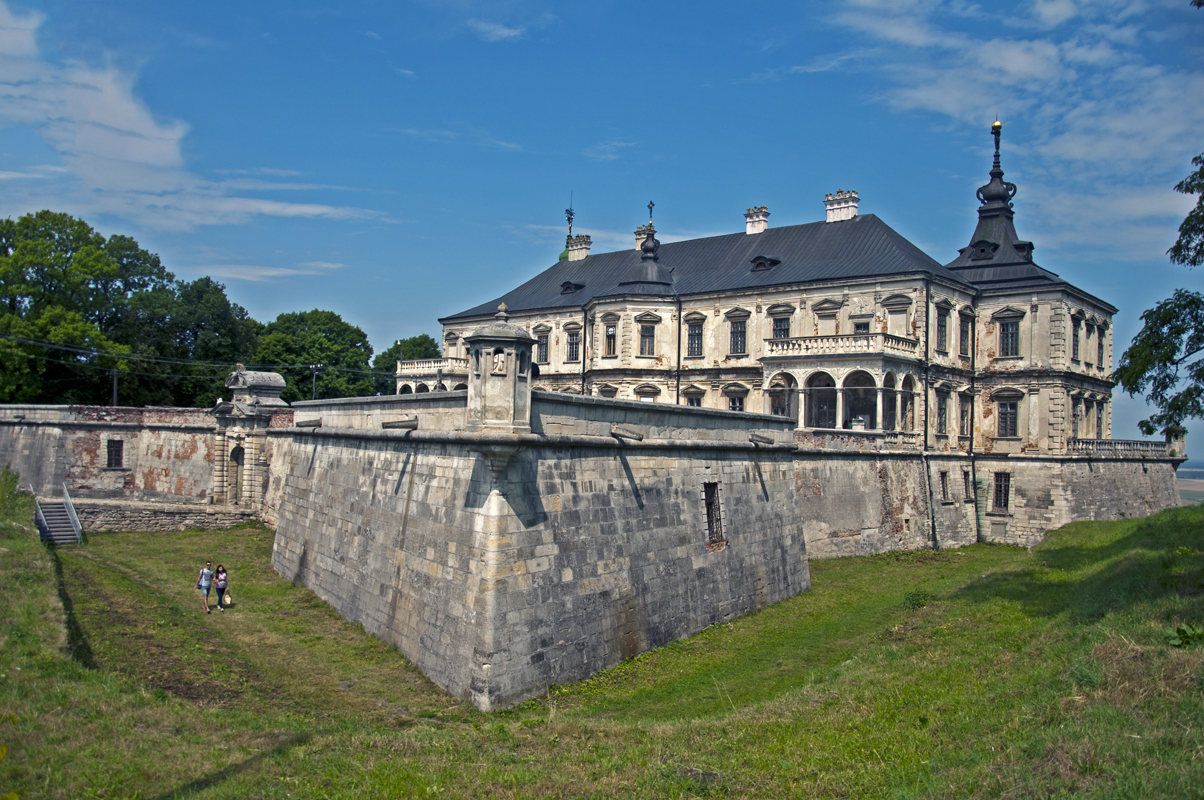
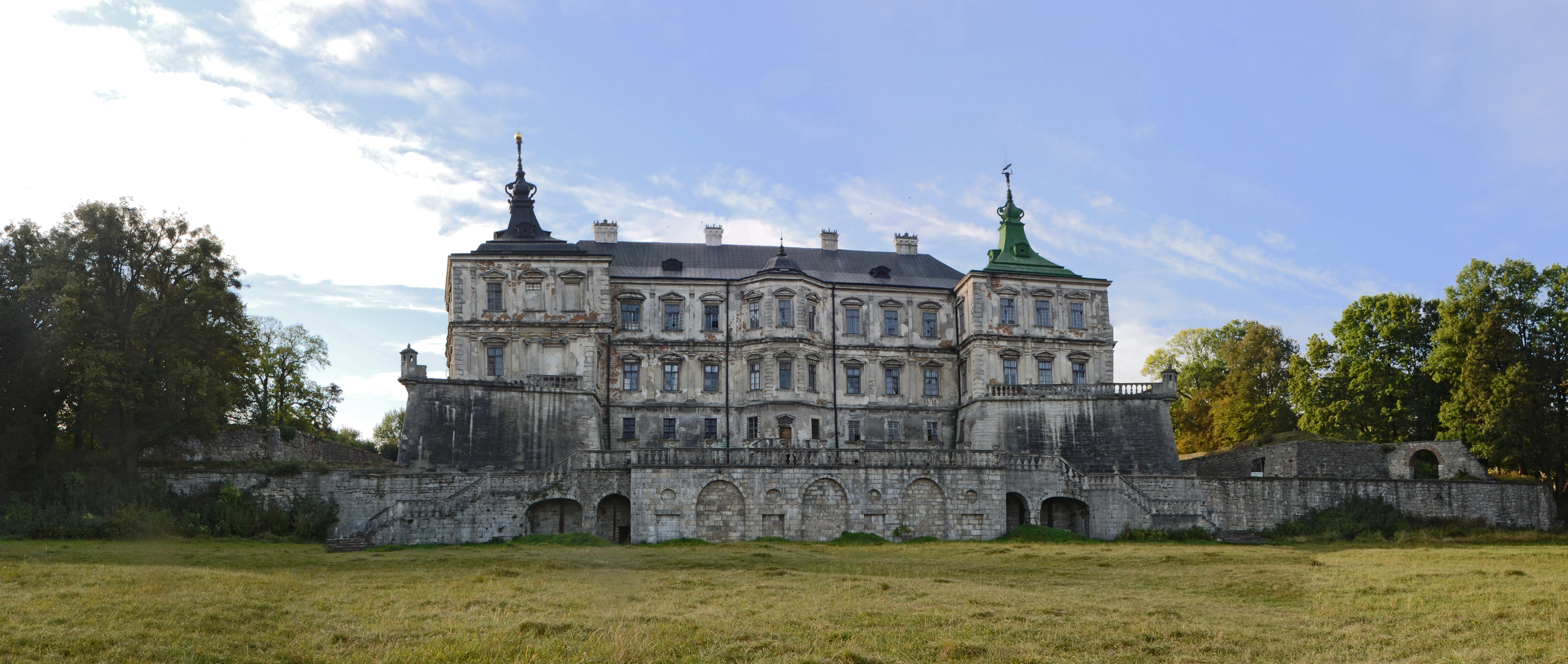
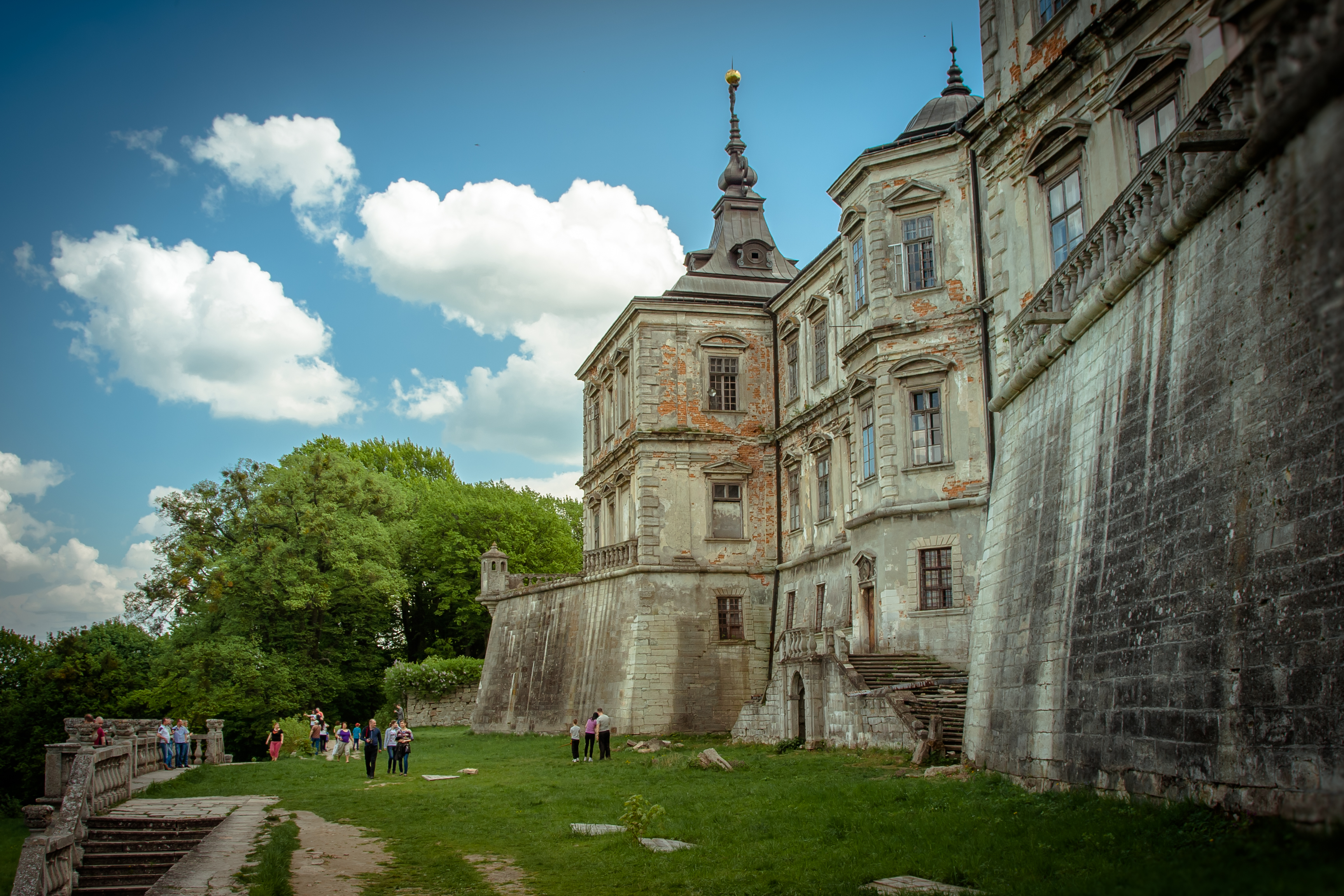
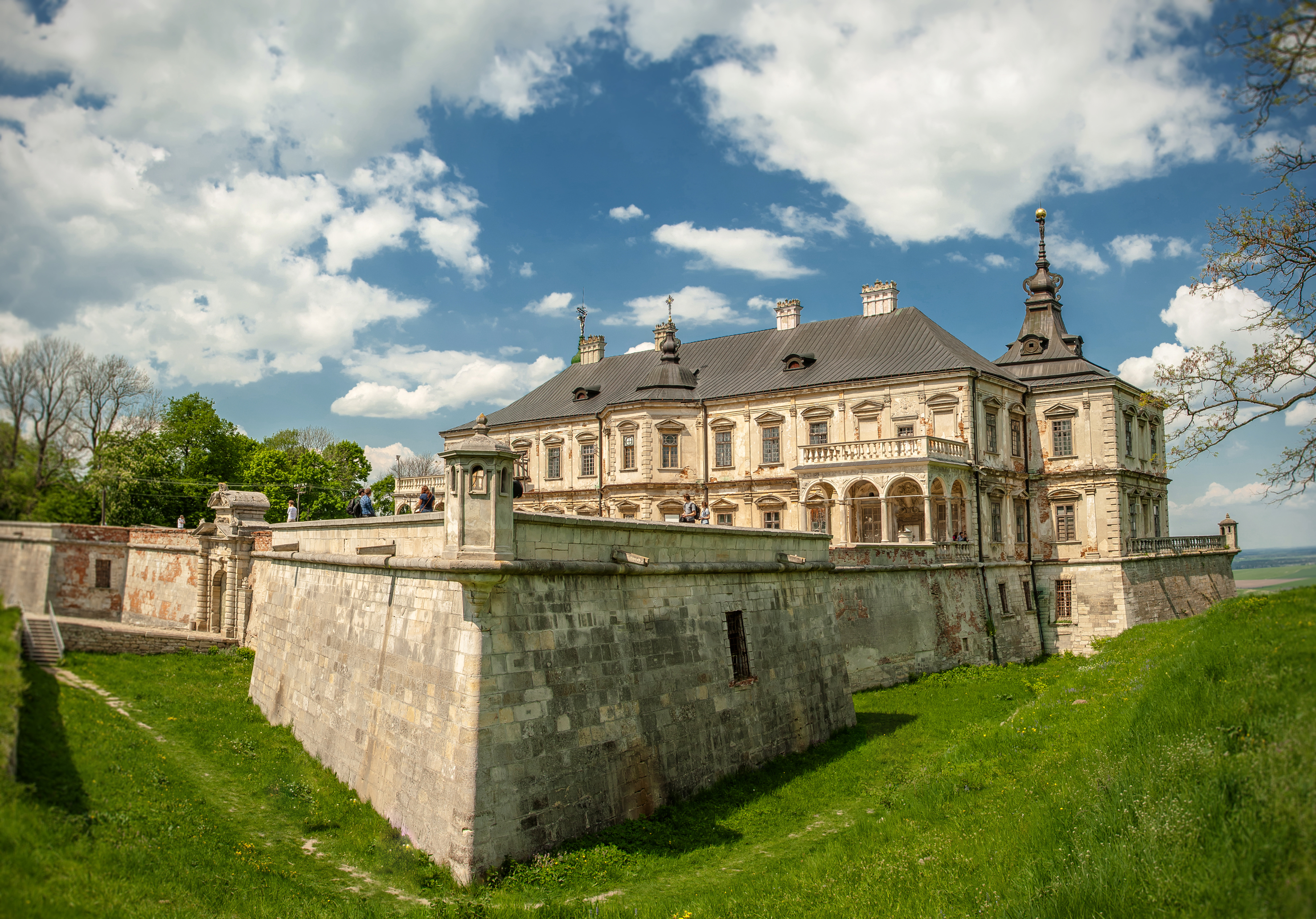
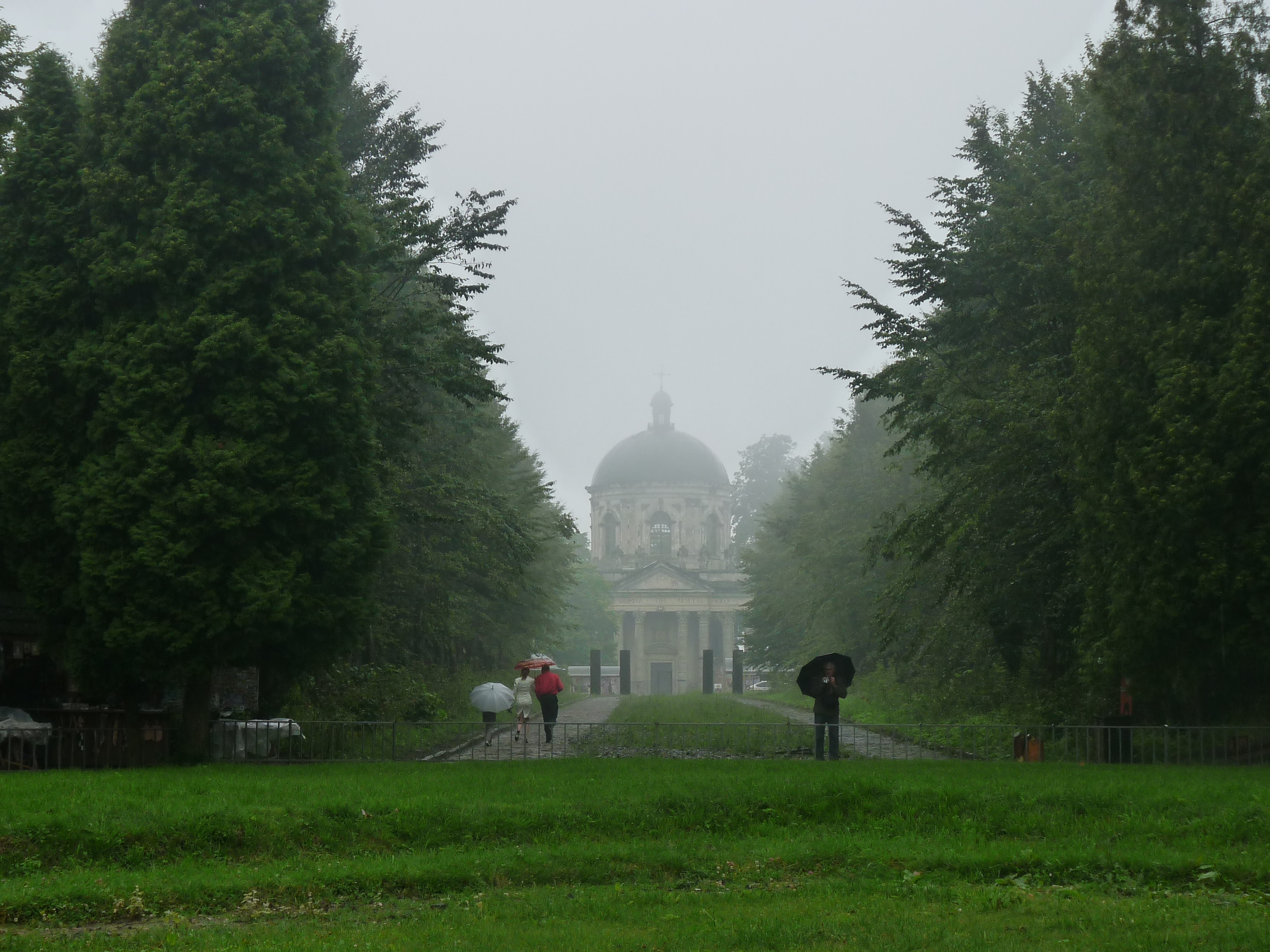
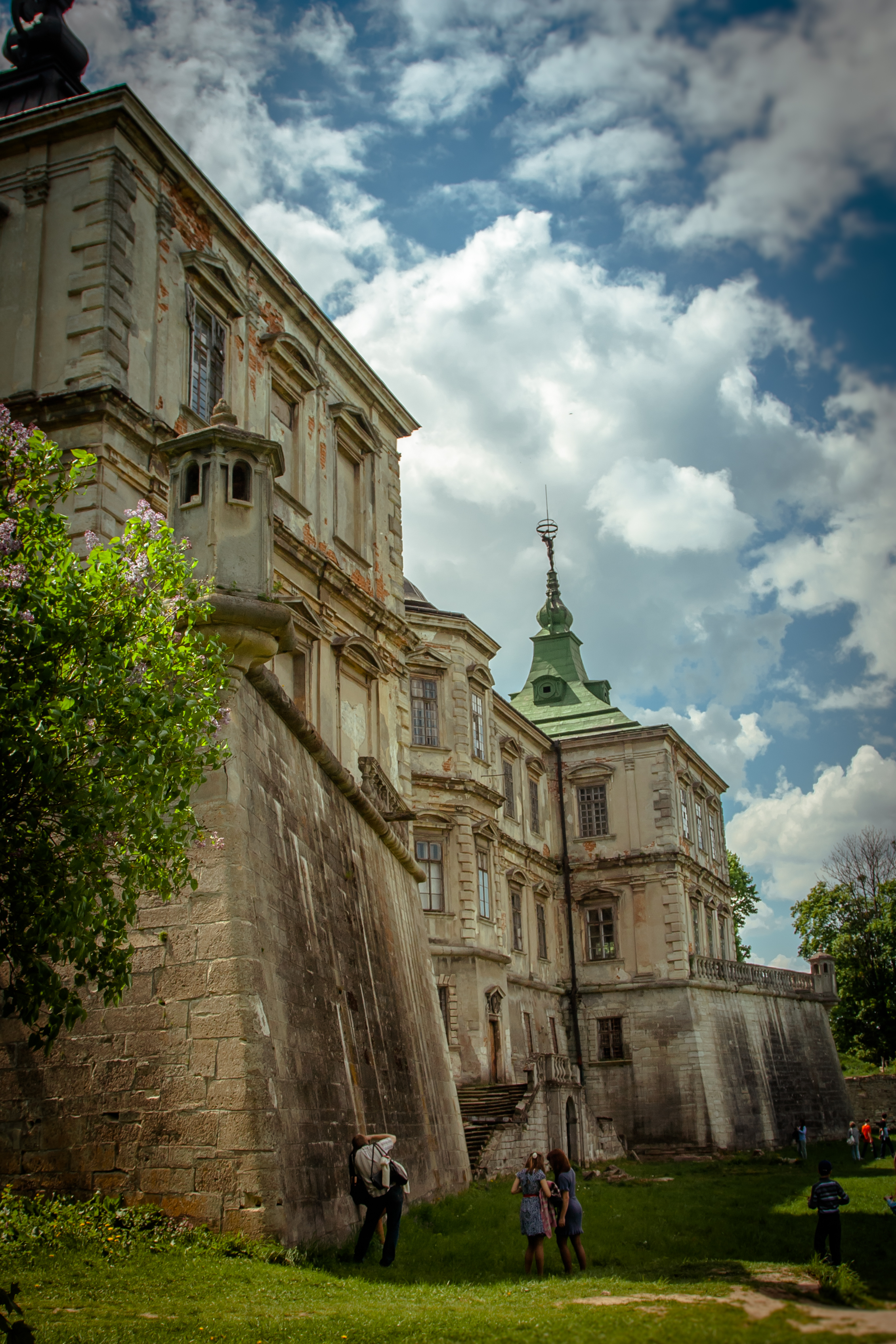
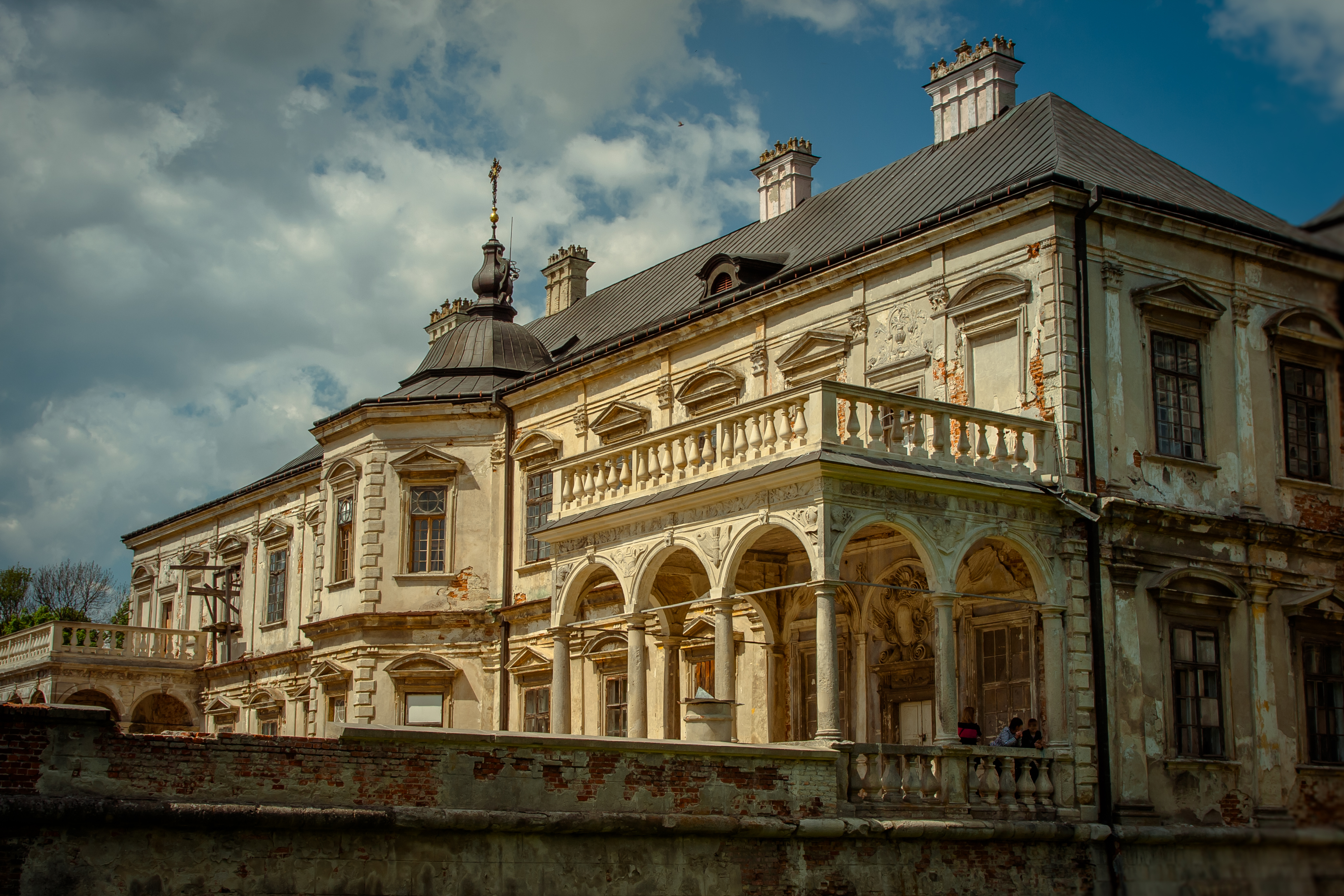
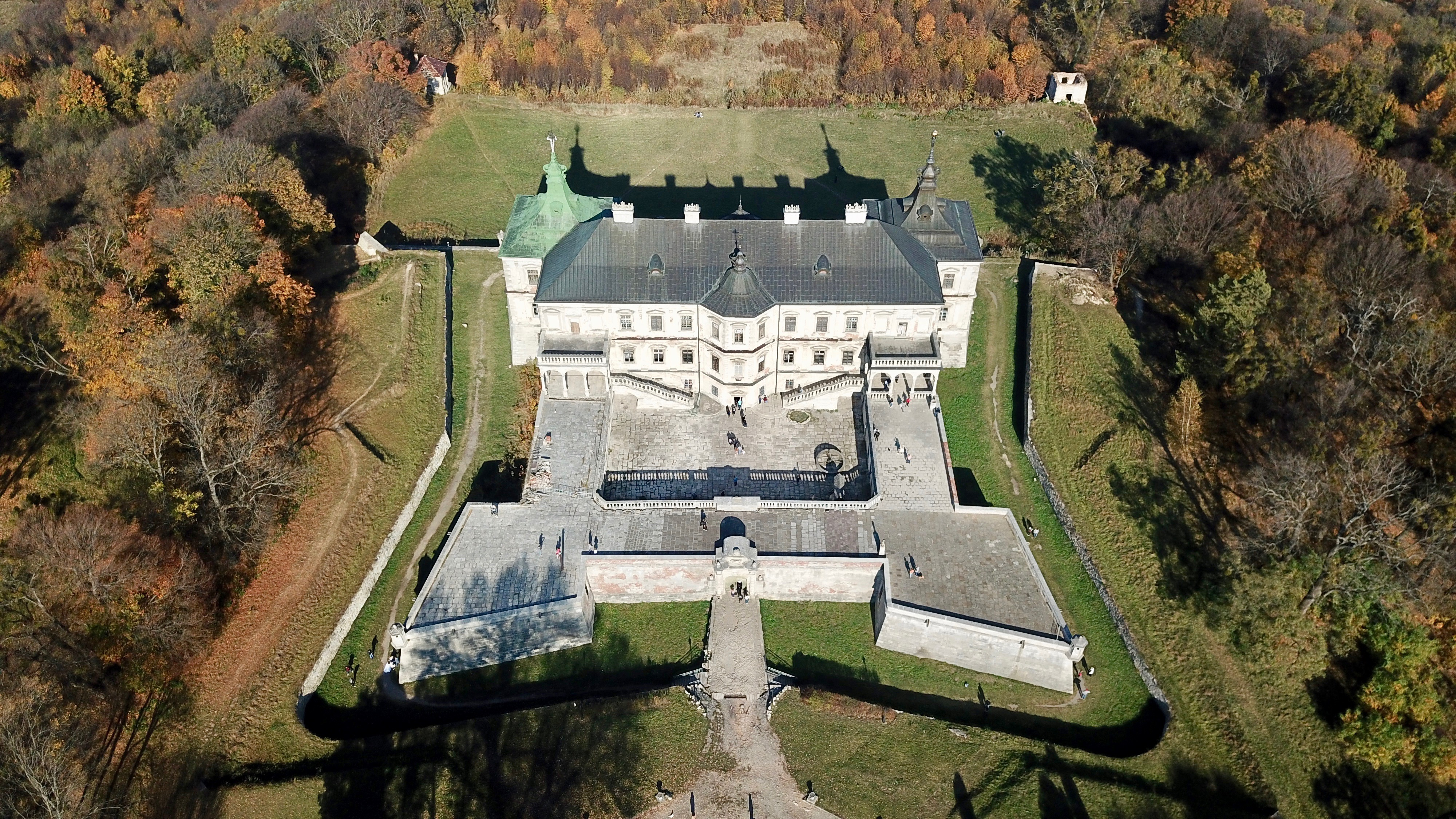
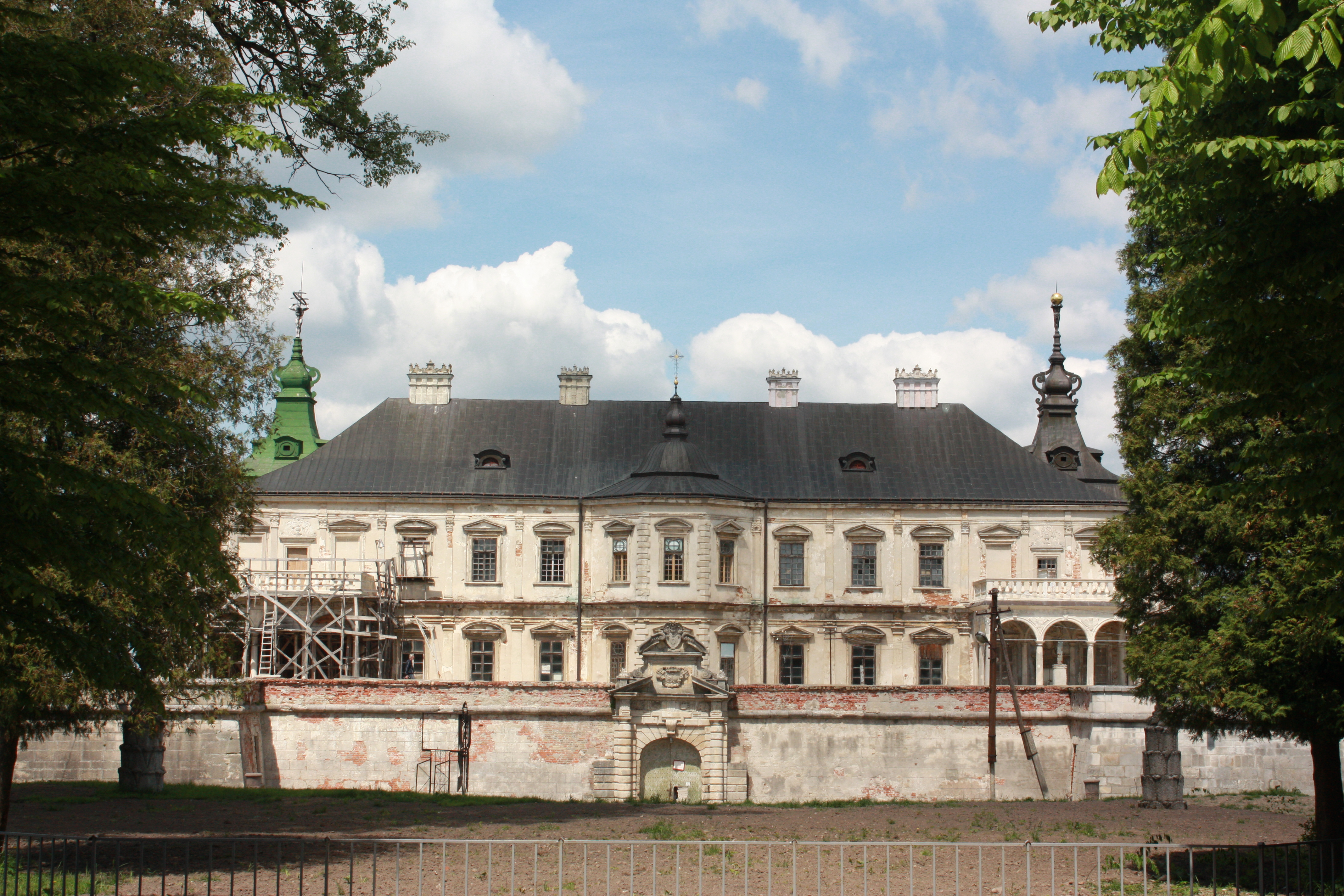
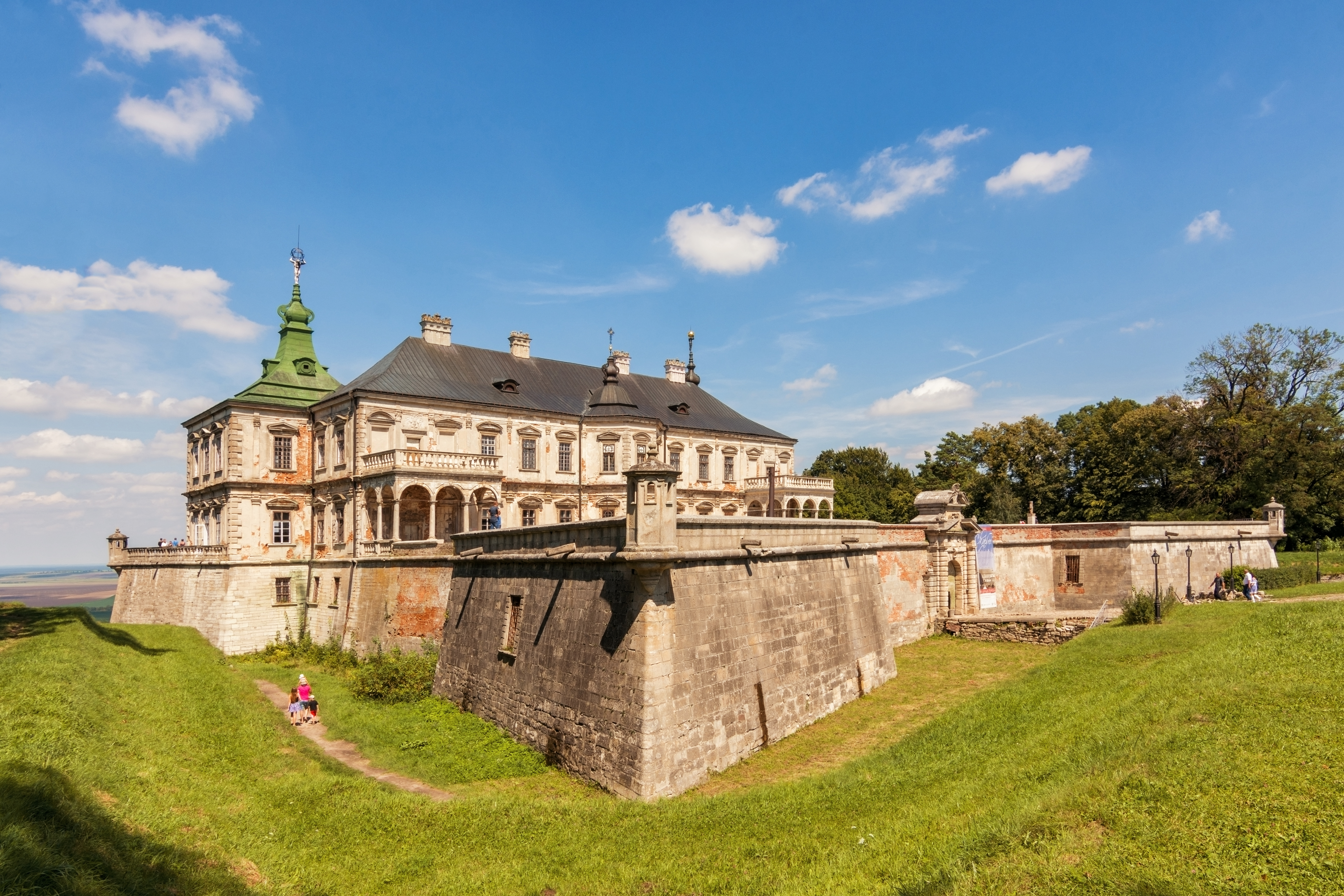
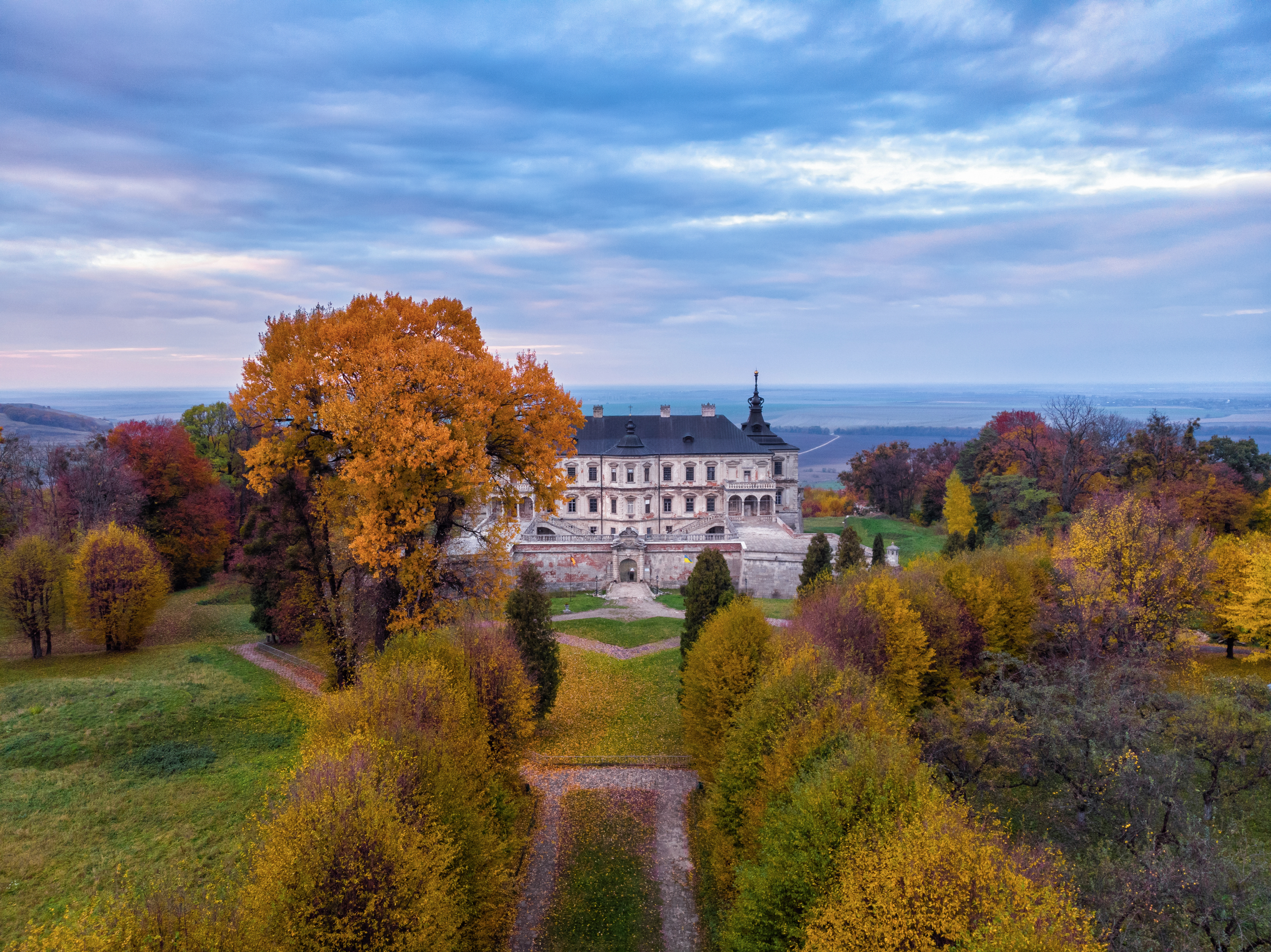
Осінній замок